# Porto Rico
Porto Rico (em castelhano e inglês: Puerto Rico), oficialmente Estado Livre Associado de Porto Rico (em castelhano:  Estado Libre Asociado de Puerto Rico; em inglês: Commonwealth of Puerto Rico) é um território não incorporado dos Estados Unidos localizado no nordeste do Mar do Caribe. É um arquipélago entre as Grandes Antilhas que inclui a ilha principal de Porto Rico e uma série de pequenas, como Mona, Culebra e Vieques. A cidade capital e mais populosa é San Juan. Suas línguas oficiais são o espanhol e o inglês, embora o espanhol predomine. A população da ilha é de aproximadamente 3,4 milhões. A rica história local, o clima tropical, as paisagens naturais diversas, a cozinha tradicional e os incentivos fiscais atrativos fazem dele um destino popular para viajantes de todo o mundo.
Originalmente povoada pelo povo taíno, a ilha foi reivindicada em 1493 por Cristóvão Colombo para a Coroa de Castela durante sua segunda viagem. Mais tarde, sofreu tentativas de invasão dos franceses, holandeses e britânicos. Quatro séculos de governo colonial espanhol transformaram as paisagens étnicas, culturais e físicas da ilha, principalmente com ondas de escravos africanos e colonizadores canários e andaluzes. Na imaginação imperial espanhola, Porto Rico desempenhou um papel secundário, mas estratégico, quando comparado às colônias mais ricas como o Vice-Reino do Peru e as partes do continente da Nova Espanha. O controle administrativo distante da Espanha continuou até o final do século XIX, ajudando a produzir uma cultura e uma língua crioula distinta que combina elementos dos nativos americanos, africanos e ibéricos. Em 1898, após a Guerra Hispano-Americana, os Estados Unidos adquiriram Porto Rico junto com outras colônias espanholas nos termos do Tratado de Paris.
Os porto-riquenhos são por lei cidadãos naturais dos Estados Unidos e podem circular livremente entre a ilha e o continente. Como não é um estado, Porto Rico não tem voto no Congresso dos Estados Unidos, que rege o território com jurisdição total através da Lei de Relações Federais de Porto Rico de 1950. Como um território não incorporado dos Estados Unidos, os residentes na ilha não possuem direitos de voto em nível nacional e não votam para presidente e vice-presidente dos Estados Unidos. O Congresso aprovou uma constituição local, permitindo que os cidadãos no território elegessem um governador.
Um referendo de 2012 mostrou que uma maioria (54% daqueles que votaram) discordava da "forma atual de estatuto territorial", sendo que a transformação em um estado foi a opção preferida entre aqueles que votaram por uma mudança, embora um número significativo de pessoas não tenha respondido a esta questão. Outro referendo realizado em 11 de junho de 2017, mostrou um apoio expressivo para o estatuto de estado (97,18%), embora a participação tenha sido historicamente baixa (apenas 22,99% dos eleitores registrados). No início de 2017, a crise da dívida do governo porto-riquenho criou sérios problemas. A dívida havia subido para 70 bilhões de dólares em um período com 12,4% de desemprego. A dívida aumentou durante uma década de recessão. Esta foi a segunda grande crise financeira a afetar a ilha após a Grande Depressão, quando o Governo dos Estados Unidos, em 1935, proporcionou esforços de ajuda através da Administração de Reconstrução de Porto Rico.

## Etimologia
O nome atual de Porto Rico refere-se às riquezas que saíam do porto de San Juan Bautista para a Espanha. Cristóvão Colombo batizou com o nome de San Juan Bautista. Os nativos da tribo Taína chamaram a ilha de Borikén, o que significa "Terra de Nosso Senhor Todo-Poderoso e Bravo", que evoluiu para o nome de Borinquen, um nome ainda usado em referência a Porto Rico. Daí que surgiu o gentílico "Boricua". Os espanhóis chamavam a capital de Porto Rico. Ao longo dos anos, os nomes foram trocados, e "Porto Rico" tornou-se San Juan e San Juan Bautista tornou-se Porto Rico. Hoje, a capital é San Juan.

## História

### Era pré-colombiana

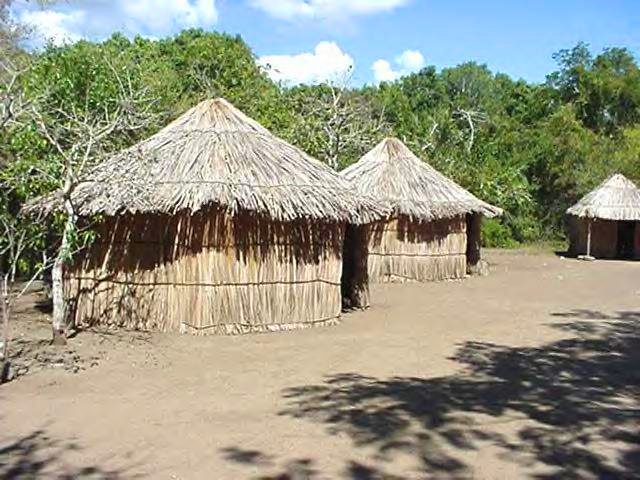
Reconstrução de uma vila taína

A história antiga do arquipélago, conhecido hoje como Porto Rico não é bem conhecida. Ao contrário de algumas outras culturas indígenas do novo mundo (astecas e incas) cujo povo deixou para trás a abundante evidência arqueológica e física das suas sociedades, a população indígena de Porto Rico deixou evidências e artefatos escassos. Os estudos de academias espanholas do início da era colonial e escassos achados arqueológicos constituem a base de conhecimento sobre eles. O primeiro livro abrangente sobre a história de Porto Rico, foi escrito por Fray Iñigo Abbad y Lasierra em 1786, quase três séculos após os primeiros espanhóis chegarem na ilha.
Os primeiros colonizadores foram o povo ortoiroide, uma cultura do período arcaico de caçadores e pescadores ameríndios que migraram do subcontinente sul-americano. Alguns estudiosos sugerem que o seu povoamento remonta a 4000 anos. Uma escavação arqueológica na ilha de Vieques em 1990 encontrou os restos de um homem, que foi datado de cerca de 2 000 a.C. O povo ortoiroide foi deslocado pelo Saladoides, uma cultura da mesma região que chegou na ilha entre 430 e 250 a.C. A tribo Igneri migrou para Porto Rico, entre 120 e 400 d.C. da região do rio Orinoco, no norte da América do Sul. Os Arcaicos e os Igneris co-existiam na ilha entre os séculos IV e X. Entre os séculos VII e XI, a cultura taíno se desenvolveu na ilha. Por cerca de 1000 d.C., tornou-se dominante. No momento da chegada de Colombo, estima-se que 30 000 a 60 000 ameríndios taíno, liderados pelo cacique (chefe) Agüeybaná, habitavam a ilha. Chamavam-lhe Boriken, significando "a terra grande do valente e nobre senhor". os nativos viviam em pequenas aldeias, cada uma liderada por um cacique. Eles subsistiam através da caça e da pesca, feita geralmente por homens, bem como pela coleta e processamento de frutas e raiz de mandioca indígena pelas mulheres. Isso durou até a chegada do explorador Cristóvão Colombo em 1493.

### Colonização espanhola (1493–1898)

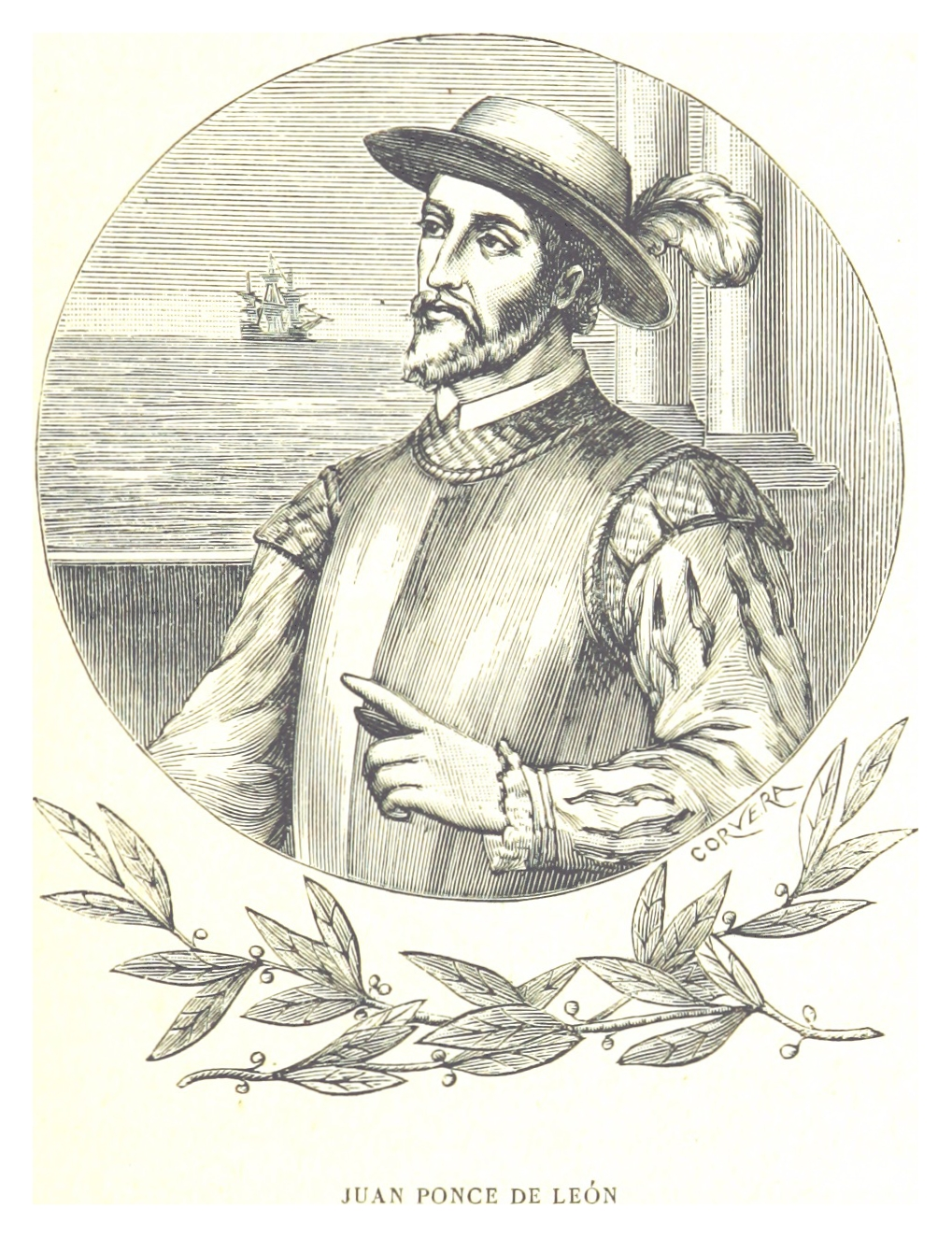
Juan Ponce de León, o primeiro governador de Porto Rico

Quando Cristóvão Colombo chegou em Porto Rico durante a sua segunda viagem em 19 de novembro de 1493, a ilha era habitada pela tribo Taíno. Eles chamam de Borikén. Colombo deu o nome à ilha de San Juan Bautista, em honra do santo católico, João Batista. Tendo relatado os resultados de sua primeira viagem, Colombo trouxe com ele desta vez uma carta do Rei Ferdinando, alavancada por uma bula papal que o autorizava a qualquer curso de acção necessária para a expansão do Império espanhol e a fé cristã. Juan Ponce de León, fundou o primeiro assentamento espanhol, Caparra, em 8 de agosto de 1508. Mais tarde serviu como o primeiro governador da ilha. Eventualmente, comerciantes e outros visitantes marítimos vieram a se referir a toda a ilha como Porto Rico, e San Juan tornou-se o nome do principal porto de comércio/transporte.
Em 1520, rei Carlos I da Espanha emitiu um Decreto Real coletivamente emancipando a população remanescente dos taínos. A essa altura, os taínos eram poucos em número. Escravos africanos já tinham começado a compensar a perda de mão de obra nativa, mas os números foram proporcionais ao interesse comercial diminuído que Espanha logo começou a demonstrar pela colônia. Outro nas proximidades de ilhas, como Cuba, Saint-Domingue e Guadalupe, atraiu mais do comércio de escravos do que Porto Rico, provavelmente por causa de interesses agrícolas maiores aquelas ilhas, em que os colonos tinham desenvolvido plantações de açúcar grande e tinha o capital para investir no comércio de escravos do Atlântico.
Durante o final do século XVI e início do XVII, Espanha concentrou os seus esforços coloniais nas mais prósperas colônias do continente americano. Com o advento da dinastia Bourbon na Espanha em 1700, a ilha de Porto Rico começou uma mudança gradual de tendência mais imperialista. Mais estradas começaram conectando aglomerações no interior anteriormente isoladas para cidades litorâneas, e assentamentos costeiros como Arecibo, Ponce e Mayaguez começaram a adquirir importância própria, separando-se de San Juan. No final do século XVIII, os navios mercantes de uma matriz de nacionalidades ameaçaram os regulamentos apertados do sistema mercantilista, que transformou cada colônia unicamente em direção a metrópole Europeia e contato limitado com outras nações. Navios dos EUA chegaram a superar o comércio espanhol e com isso veio também a exploração dos recursos naturais da ilha. Negreiros, que tinham feito poucas paragens na ilha antes, começaram a vender mais africanos escravizados para aumentar o tamanho das plantações de café e açúcar. O número crescente de guerras Atlânticas em que as ilhas do Caribe tiveram funções importantes, como a Guerra da Orelha de Jenkins, a Guerra dos Sete Anos e as Revoluções do Atlântico, demonstrando a importância crescente de Porto Rico aos olhos de Madrid. Quando os movimentos de independência nas grandes colônias espanholas obtiveram sucesso, novas ondas de imigrantes crioulos começaram a chegar em Porto Rico, ajudando a inclinar o equilíbrio político da ilha, em direção a coroa.

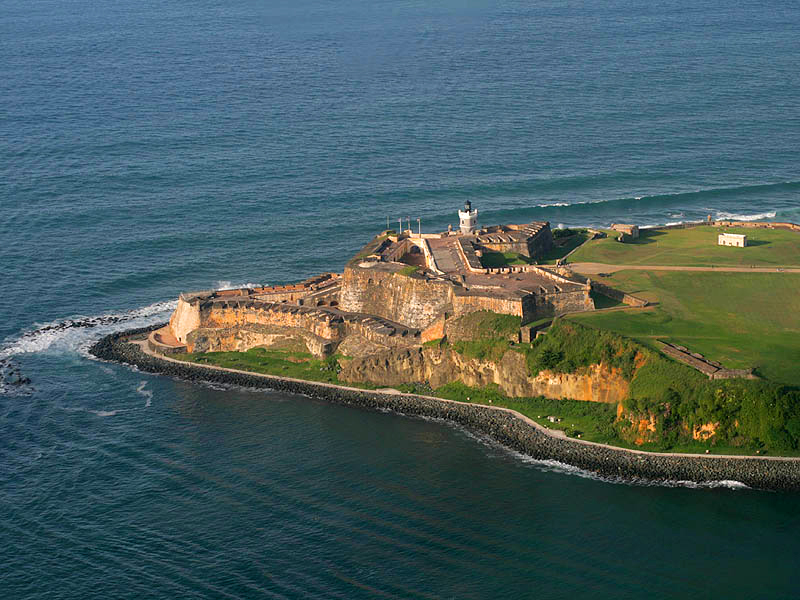
Castillo San Felipe del Morro, construído no século XVI pelo Império Espanhol

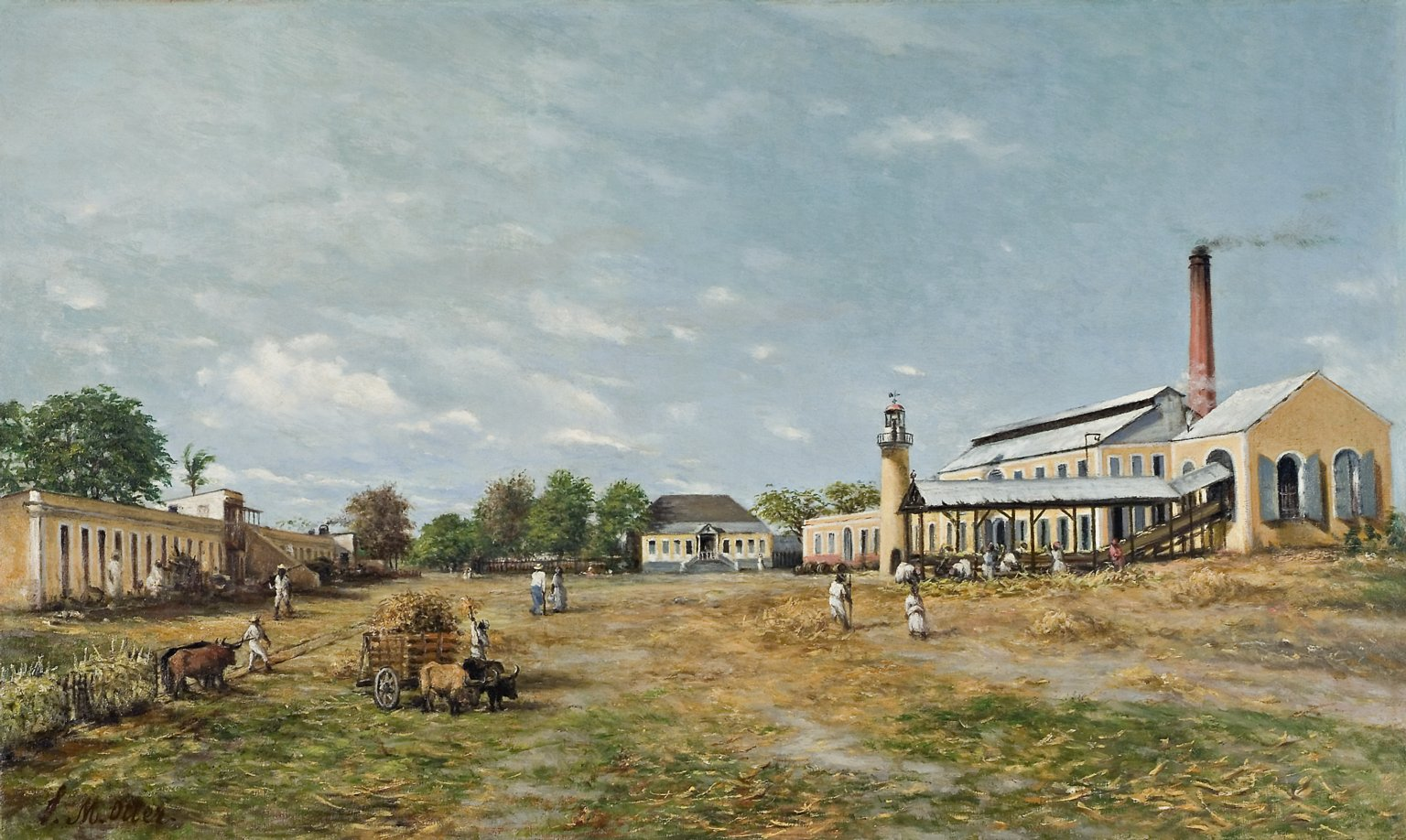
Hacienda La Fortuna. Um complexo de produção de açúcar em Porto Rico pintado por Francisco Oller em 1885

Em 1809, para fixar seu vínculo político com a ilha e a meio da Guerra Peninsular, a Junta Central suprema baseada em Cádiz reconheceu Porto Rico como uma província ultramarina da Espanha. Isto deu o direito aos moradores da ilha de eleger representantes para o Parlamento espanhol recentemente convocado (Cortes de Cádiz), ficando estes com uma representatividade ao nível da continental Ibérica, Mediterrâneo (Ilhas Baleares) e províncias espanholas marítimas atlânticas (Ilhas Canárias). Ramón Power y Giralt, o primeiro representante parlamentar espanhol da ilha de Porto Rico, morreu depois de cumprir um mandato de três anos nas cortes. Estas normas constitucionais e parlamentares estiveram em vigor, de 1810 a 1814 e novamente de 1820 a 1823, e foram revertidas duas vezes durante a restauração da monarquia tradicional por Ferdinando VII. Imigração e reformas das trocas comerciais no século XIX aumentaram a população europeia da ilha e expandiram a sua economia imprimindo um maior cunho espanhol ao carácter cultural e social local da ilha. Pequenas revoltas de escravos tinham ocorrido na ilha ao longo dos anos, com a revolta planejada e organizada por Marcos Xiorro, em 1821, sendo das mais importantes. Mesmo que a conspiração tenha sido mal sucedida, Xiorro alcançou status lendário e faz parte do folclore do Porto Rico.
No início do século XIX, o Porto Rico gerou um movimento de independência que, devido à dura perseguição pelas autoridades espanholas, reuniu-se na ilha de Saint Thomas. O movimento foi em grande parte inspirado os ideais de Simón Bolívar no estabelecimento das Províncias Unidas da Nova Granada, que incluía a Porto Rico e Cuba. Entre os membros influentes deste movimento estavam o Brigadeiro Antonio Valero de Bernabé e María de las Mercedes Barbudo. O movimento foi descoberto e o governador Miguel de la Torre mandou prender ou exilar os seus membros.
Com o crescimento cada vez mais rápido das independências de ex-colônias espanholas na América espanhola, na primeira parte do século XIX, a coroa espanhola considerou Porto Rico e Cuba de importância estratégica. Para aumentar a sua influência nas suas duas últimas colônias do novo mundo, a coroa espanhola renovou o Real Decreto de Graças de 1815 em consequência do quais 450 000 imigrantes, principalmente espanhóis, se estabeleceram na ilha até a conquista estadunidense. Impresso em três línguas — espanhol, inglês e francês — foi destinado a atrair também não europeus da Espanha, com a esperança de que os movimentos de independência perderiam sua popularidade se novos colonos tivessem fortes laços com a coroa. Centenas de famílias não espanholas, principalmente da Córsega, França, Alemanha, Irlanda, Itália e Escócia, também emigraram para a ilha. Terras grátis foram oferecidas como um incentivo para aqueles que queriam preencher as duas ilhas, na condição de que eles jurassem lealdade à coroa espanhola e fidelidade à Igreja Católica Apostólica Romana. A oferta foi muito bem sucedida, e imigração europeia continuou mesmo depois de 1898. Porto Rico ainda hoje recebe imigrantes espanhóis e europeus. Pobreza e distanciamento político com a Espanha levaram a uma revolta pequena mas significativa em 1868, conhecido como Grito de Lares. Tudo começou na cidade rural de Lares, mas foi subjugado quando os rebeldes mudaram-se para a cidade vizinha de San Sebastián. Os líderes deste movimento de independência incluíram Ramón Emeterio Betances, considerado o "pai" do movimento de independência de Porto Rico e outras figuras políticas como Segundo Ruiz Belvis. A escravidão foi abolida em Porto Rico em 1873.
Em 1897, Luis Muñoz Rivera e outros persuadiram o governo liberal espanhol, que concordou em conceder autonomia limitada para a ilha por decreto real na carta autonômica, incluindo um parlamento bicameral. Em 1898, um governo de curta duração, quase autónomo, foi organizado como uma "província ultramarina" da Espanha. Esta carta foi assinada bilateralmente por um governador nomeado pelo rei de Espanha — que detinha o poder de anular qualquer decisão legislativa — e uma estrutura parlamentar parcialmente eleita. Em fevereiro, o governador-geral Manuel Macías inaugurou o novo governo sob a carta autonômica. As eleições gerais foram realizadas em março e o novo governo começou a funcionar em 17 de julho de 1898.

### Era Estadunidense (1898–presente)

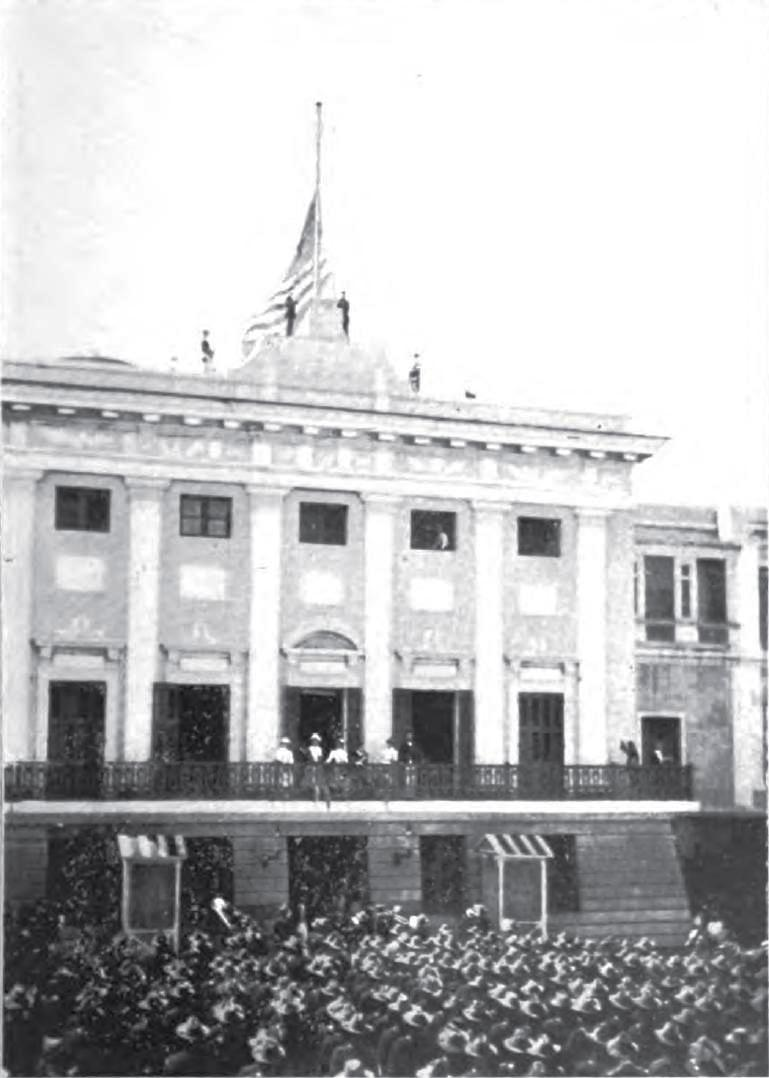
Hasteamento da Bandeira dos Estados Unidos em San Juan em 18 de outubro de 1898

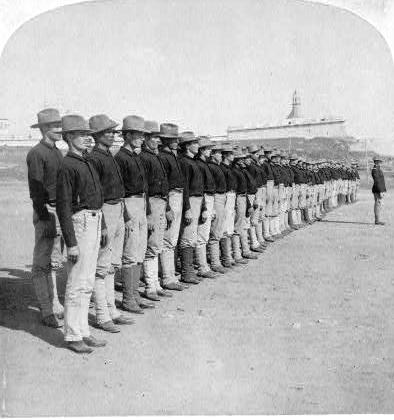
A primeira companhia de porto-riquenhos a se alistar no Exército dos EUA, 1899

Em 25 de julho de 1898, durante a Guerra Hispano-Americana, os Estados Unidos invadiram Porto Rico. Como resultado da guerra, a Espanha cedeu Porto Rico, junto com as Filipinas e Guam, então sob soberania espanhola, para os Estados Unidos sob o Tratado de Paris. Espanha cedeu a soberania sobre Cuba, e, mais tarde, Cuba tornou-se independente. Os Estados Unidos e Porto Rico começaram um relacionamento de longa data da metrópole-colônia. No início do século XX, Porto Rico foi governado pelos militares, com funcionários, incluindo o governador nomeado pelo Presidente dos Estados Unidos. A Lei Foraker de 1900 deu a Porto Rico uma certa medida de governo civil popular, incluindo uma câmara eleita. O Senado e o governador foram nomeados pelos Estados Unidos. Na época, os EUA não tinham senadores eleitos pelo voto popular. Até a aprovação da décima sétima emenda em 1913, a maioria dos senadores dos Estados Unidos eram eleitos pelos seus respectivos órgãos legislativos locais. A lei de poderes do governo civil foi feita para legislar sobre "todos os assuntos de carácter legislativo não localmente inaplicável," incluindo o poder de modificar e revogar as leis então em existência em Porto Rico, embora o Congresso dos EUA manteve o poder de anular atos do legislador de Porto Rico. Durante um endereço para o legislador porto-riquenho, em 1906, o Presidente Theodore Roosevelt recomendou que os porto-riquenhos tornassem-se cidadãos dos Estados Unidos.
Em 1917, o Congresso dos EUA aprovou a Lei Jones-Shafroth, popularmente chamada de Lei Jones, que concedeu aos porto-riquenhos cidadania estadunidense. A oposição, que incluía todos os delegados porto-riquenhos, que votaram por unanimidade contra a lei, disse que a cidadania foi imposta provavelmente para alistar porto-riquenhos no exército durante a entrada dos Estados Unidos na Primeira Guerra Mundial. A mesma lei tinha previsto um Senado eleito popularmente para completar uma assembleia legislativa bicameral, bem como uma declaração de direitos. Autorizou a eleição popular do Comissário residente para um mandato de quatro anos. Desastres naturais, incluindo um grande terremoto e um tsunami em 1918, vários furacões, e a Grande Depressão empobreceram a ilha durante as primeiras décadas sob o governo dos EUA.
Em 1936, o senador estadunidense Millard Tydings apresentou um projeto de apoiar a independência de Porto Rico, mas ele se opôs por Luis Muñoz Marín do Partido Liberal de Porto Rico. Tydings tinha co-patrocinado a lei Tydings–McDuffie, que previa a independência às Filipinas após uma transição de 10 anos sob uma autonomia limitada. Todos os porto-riquenhos apoiaram o projeto de lei, mas Muñoz Marín se opôs. Tydings teve o projeto de lei aprovado.
Em 1947, os Estados Unidos deram aos porto-riquenhos o direito de eleger democraticamente seu próprio governador. Em 1948, Luis Muñoz Marín se tornou o primeiro governador eleito popularmente de Porto Rico. Um projeto de lei foi apresentado perante o Senado de Porto Rico que iria restringir os direitos da independência e movimentos nacionalistas na ilha. O Senado na época era controlado pelo Partido Democrático Popular (PPD) e foi presidido por Luis Muñoz Marín. O projeto de lei, também conhecido como a Lei da Mordaça (em castelhano: Ley de la Mordaza), foi aprovado pela Assembleia Legislativa em 21 de maio de 1948, o que tornou ilegal a exibir uma bandeira de Porto Rico, para cantar uma música pró-independência, falar de independência, ou fazer campanha política pela independência. O projeto de lei, que se assemelhava a Lei Smith aprovada nos Estados Unidos, foi assinado e transformado em lei em 10 de junho de 1948, pelos EUA, nomeado governador de Porto Rico, Jesús T. Piñero e tornou-se conhecida como "Lei 53". Nos termos desta lei, seria um crime para imprimir, publicar, vender, expor, organizar ou ajudar alguém a organizar qualquer sociedade, grupo ou conjunto de pessoas cujas intenções são para paralisar ou destruir o governo insular. Alguém acusado e condenado por desobedecer a lei poderia ser condenado a dez anos de prisão, ou ser multado em $10 000 dólares estadunidenses. De acordo com o Dr. Leopoldo Figueroa, um membro da Câmara dos representantes de Porto Rico, a lei foi repressiva e violando a primeira emenda da Constituição dos EUA, que garante a liberdade de expressão. Ele afirmou que a lei como tal foi uma violação dos direitos civis das pessoas de Porto Rico. A lei foi revogada em 1957.
Em 1950, o Congresso dos EUA aprovou a Lei 600 de Direito Público, o que permitiu um referendo democrático em Porto Rico para determinar se os porto-riquenhos desejavam elaborar sua própria Constituição local. Esta lei era para ser aprovada na "natureza de um compacto". Foi necessária a aprovação do Congresso de Porto Rico, antes que pudesse entrar em vigor e revogar certas seções da lei orgânica de 1917. As seções deste Estatuto em vigor tinham direito a lei Federal de relações dos Porto Riquenhos. O Secretário do Interior dos EUA, Oscar L. Chapman, sob cujo departamento residia a responsabilidade dos assuntos porto-riquenho, esclareceu o novo status da Comunidade desta forma: O projeto de lei (para permitir que Porto Rico escreva a sua própria Constituição) autoriza apenas o povo de Porto Rico adotar sua própria constituição e organizar um governo local... O projeto de lei em apreciação não mudaria a relação política, social e econômica de Porto Rico para os Estados Unidos.

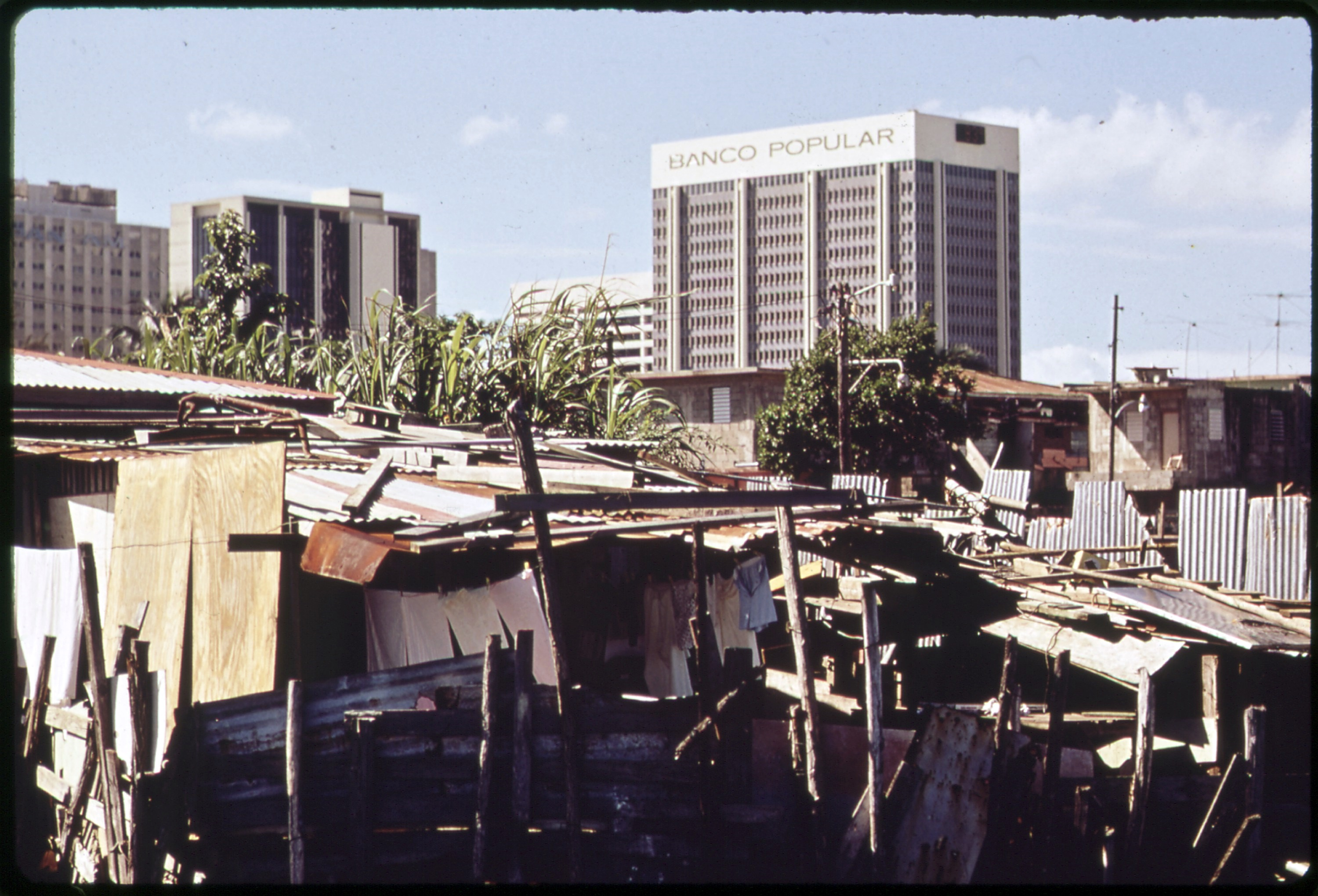
Uma favela ao longo do canal Martin Peña (1973)

No dia 1 de novembro de 1950, nacionalistas porto-riquenhos de Nova York, Griselio Torresola e Oscar Collazo, tentaram assassinar o Presidente Harry Truman em sua residência temporária de Blair House. Torresola foi morto durante o ataque, mas Collazo foi ferido e capturado. Ele foi condenado à morte, mas o Harry Truman comutou sua sentença à prisão perpétua. Depois, Collazo ficou 29 anos em uma prisão federal, até que o presidente Jimmy Carter comutou sua pena e ele foi libertado em 1979. Don Pedro Albizu Campos ficou por muitos anos em uma prisão federal em Atlanta, acusado de uma conspiração sediciosa para derrubar o governo estadunidense em Porto Rico.
A constituição de Porto Rico foi aprovada por uma Assembleia Constituinte em 6 de fevereiro de 1952 e 82% dos eleitores em um referendo de março. Foi modificada e ratificada pelo Congresso dos Estados Unidos, aprovada pelo presidente estadunidense Harry Truman em 3 de julho do mesmo ano e proclamada pelo governador Muñoz Marín no dia 25 de julho de 1952, aniversário de 25 de julho de 1898, chegada das tropas estadunidenses na campanha de Porto Rico da guerra hispano-americana, até então celebrado como um feriado anual de Porto Rico. Porto Rico adotou o nome de Estado Libre Associado de Porto Rico, oficialmente traduzido para o inglês como Commonwealth, para seu corpo político. "O Congresso dos Estados Unidos legisla sobre muitos aspectos fundamentais da vida porto-riquenho, incluindo a cidadania, a moeda, os correios, política externa, defesa militar, comunicações, relações trabalhistas, o meio ambiente, comércio, finanças, saúde e bem-estar e muitos outros".
Durante as décadas de 1950 e 1960, Porto Rico experimentou rápida industrialização, devido em grande parte a Operación Manos a la Obra, uma ramificação do New Deal de Franklin Roosevelt. Pretendia-se transformar a economia de Porto Rico de uma economia agrária para industrializada gerando mais empregos. Porto Rico tornou-se um importante destino turístico, bem como um centro global de produção farmacêutica.
Realizaram-se seis plebiscitos desde 1952 para resolver o status político. Em 2012 uma maioria (54% dos eleitores) votou a favor de uma mudança de situação, com um estado de completo a opção preferencial, mas foi altamente controverso: muitas cédulas foram deixadas em branco e os resultados foram criticados por vários partidos. O apoio ao partido que quer que Porto Rico seja o 51º estado dos Estados Unidos, o Partido Novo Progressista (PNP), e o partido que apoia o status de commonwealth, o Partido Popular Democrático (PPD), continuam a ser aproximadamente iguais. O único partido independentista registrado, O Partido da Independência de Porto Rico (PIP), recebe geralmente 3–5% dos votos eleitorais.
Em 4 de Novembro de 2020, a maioria dos eleitores (52,34%) votou ser a favor da ilha se tornar um estado dos Estados Unidos.

## Geografia

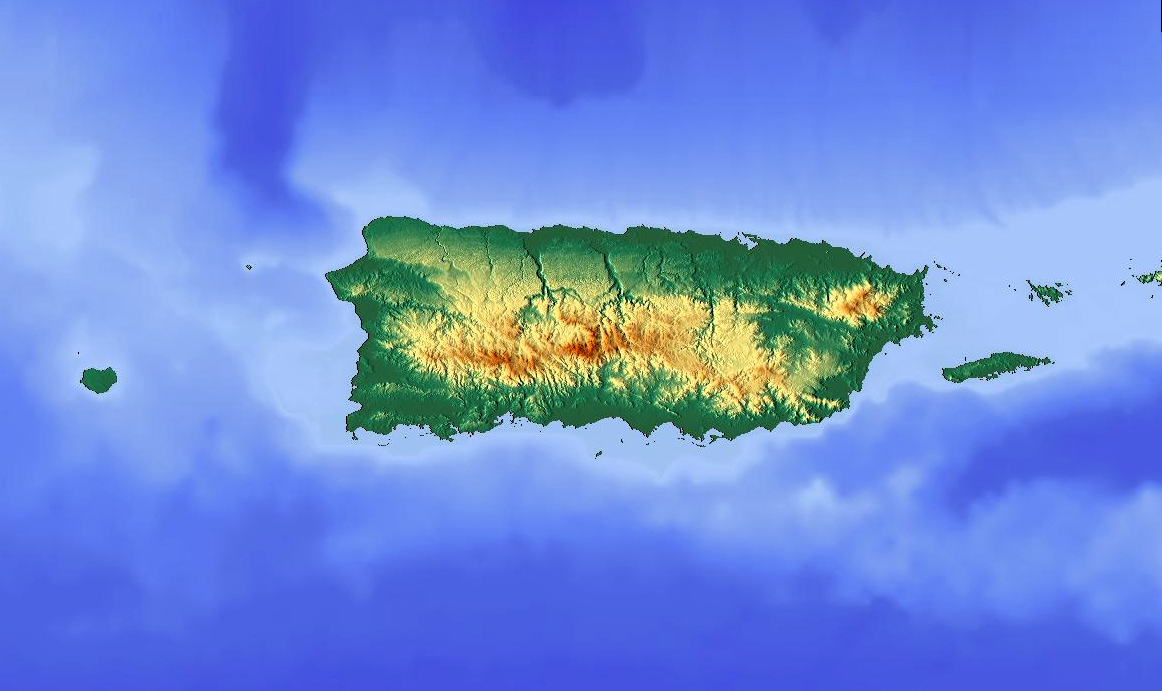
Mapa topográfico de Porto Rico

Porto Rico consiste na ilha principal de Porto Rico e várias ilhas menores, incluindo Vieques, Culebra, Mona, Desecheo, e Caja de Muertos. Destas cinco, apenas Culebra e Vieques são habitadas durante todo o ano. Culebra, que é apenas 29 km (18 milhas) de distância do continente, é o lar de Flamenco Beach, considerado por alguns escritores de viagens como uma das dez melhores praias do mundo. Mona, que tem desempenhado um papel fundamental na história marítima, é desabitada a maior parte do ano, exceto para os funcionários do Departamento de Porto Rico de Recursos Naturais. Há muitas outras ilhotas ainda menores, como Monito, que está perto de Mona, Isla de Cabras e La Isleta de San Juan, ambos localizados na Baía de San Juan. Este último é o único ilhéu habitado com comunidades como Old San Juan e Puerta de Tierra, e ligado à ilha principal por pontes.
A Comunidade de Porto Rico tem uma área de 13 790 km2 (5 320 milhas quadradas), dos quais 8 870 km² (3 420 milhas quadradas) é terra e 4 921 km² (1 900 milhas quadradas) é composto por água. O comprimento máximo da ilha principal de leste a oeste é de 180 km (110 mi), e a largura máxima de norte a sul é de 65 km (40 mi). Porto Rico é a menor das Antilhas Maiores. É 80% do tamanho da Jamaica, pouco mais de 18% do tamanho da Hispaniola e 8% do tamanho de Cuba, a maior das Grandes Antilhas.

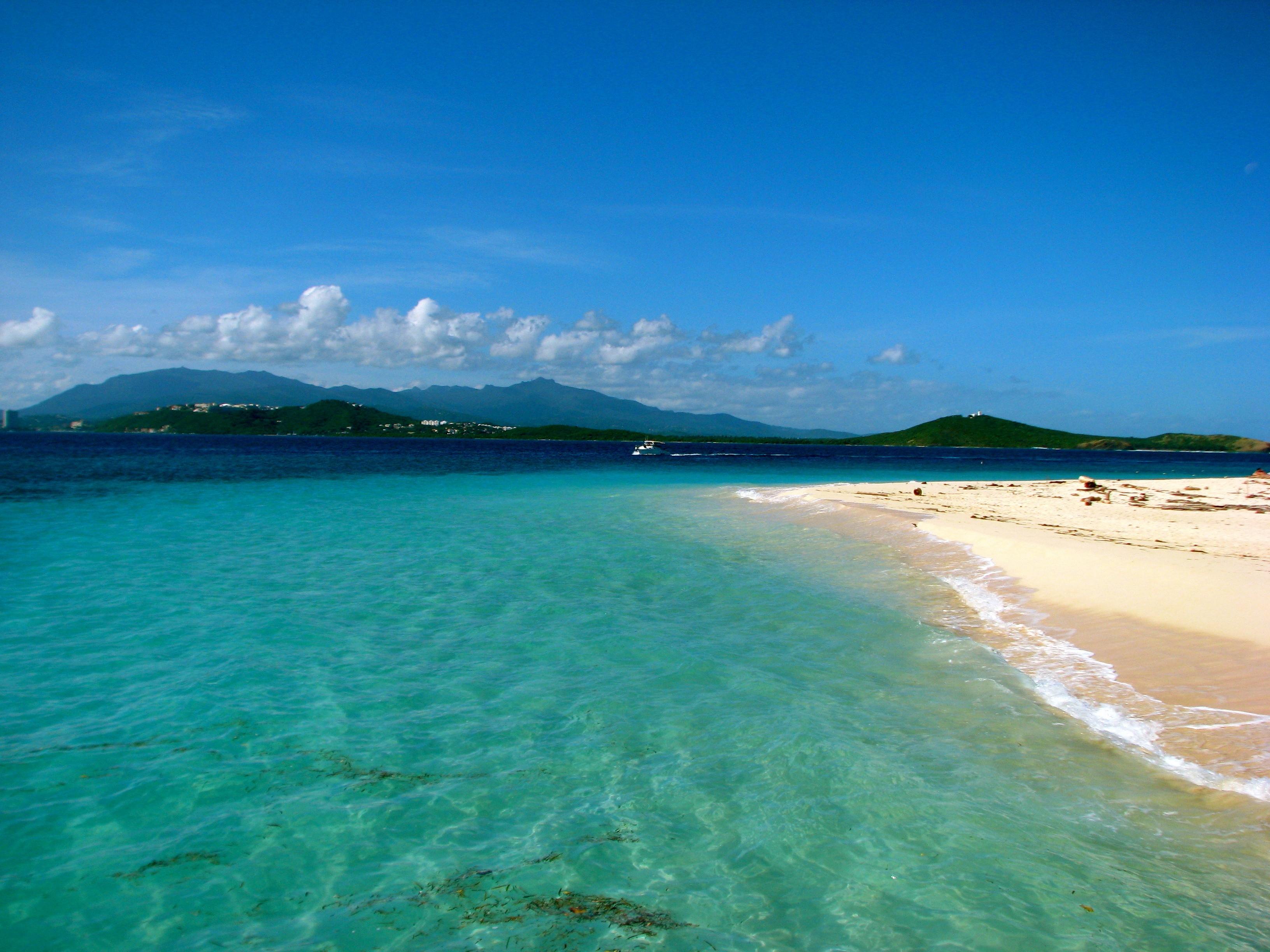
O litoral da ilha Icacos, Porto Rico

A ilha é principalmente montanhosa com grandes áreas costeiras no norte e sul. A cordilheira principal é chamada "La Cordillera Central". A maior elevação em Porto Rico, Cerro de Punta, de 1 338 m (4 390 pés), está localizada nesta faixa. Outro pico importante é El Yunque, um dos mais altos da Serra de Luquillo na Floresta Nacional El Yunque, com uma elevação de 1 065 m (3 494 pés)  Porto Rico tem 17 lagos artificiais, e mais de 50 rios, a maioria originários da Cordilheira Central. Os rios na região norte da ilha são tipicamente mais longos e de taxas de fluxo de água mais altas do que os do sul, uma vez que o sul recebe menos chuva do que as regiões central e norte.

### Atividade sísmica
Porto Rico é composto de rochas vulcânicas e plutônicas do Cretáceo ao Eoceno, sobrepostas por Oligocenos mais jovens e carbonatos mais recentes e outras rochas sedimentares. A maioria das cavernas e topografia cárstica da ilha ocorre na região norte dos carbonatos. As rochas mais antigas têm aproximadamente 190 milhões de anos de idade (Jurássico) e estão localizadas na Serra Bermeja, na parte sudoeste da ilha. Eles podem representar parte da crosta oceânica e acredita-se que vêm do Oceano Pacífico.
Porto Rico encontra-se na fronteira entre as placas do Caribe e da América do Norte e está sendo deformado pelos estresses tectônicos causados por sua interação. Estas tensões podem provocar terremotos e tsunamis. Esses eventos sísmicos, juntamente com deslizamentos de terra, representam alguns dos riscos geológicos mais perigosos na ilha e no nordeste do Caribe. O maior terremoto que já ocorreu foi em 11 de outubro de 1918, e teve uma magnitude estimada de 7,5 na escala de Richter. O terremoto se originou fora da costa de Aguadilla, diversos quilômetros fora da costa do norte, e foi acompanhado por um tsunami. Ele causou danos extensivos à propriedade e perdas generalizadas, danificando a infraestrutura, especialmente pontes. Resultou em uma estimativa de 116 mortes e um prejuízo US$ 4 milhões em danos à propriedade. O fracasso do governo em agir rapidamente para prover o bem-estar geral contribuiu para o ativismo político dos opositores e, eventualmente, para o surgimento do Partido Nacionalista Porto-riquenho. A fossa de Porto Rico, a maior e mais profunda fossa oceânica do Atlântico, está localizada a cerca de 115 km ao norte de Porto Rico, na fronteira entre as placas do Caribe e da América do Norte e tem 280 km de extensão. No seu ponto mais profundo, chamado Depressão Milwaukee, há quase 8 400 m (27 600 pés) de profundidade.

## Demografia

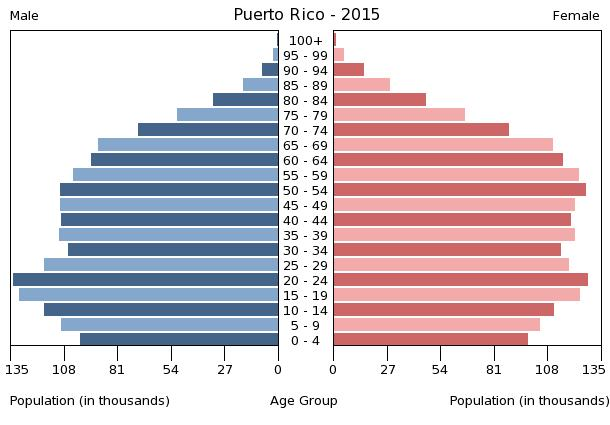
Pirâmide etária de Porto Rico (2015)

Gráfico populacional de Porto Rico

De acordo com o Censo dos EUA de 2010, a população total de Porto Rico foi de 3 725 789 habitantes. Por sua vez, as pessoas de origem porto-riquenha em todos os cinquenta estados e no Distrito de Columbia EUA foi 4 623 716 pessoas. A expectativa de vida é 82,67 anos para as mulheres e 74,6 para os homens, com uma média de 78,54 anos. 27% da população em Porto Rico é estrangeira. Cubanos e dominicanos são os mais abundantes, seguidos pelos venezuelanos, haitianos, mexicanos, espanhóis, franceses, italianos, chineses, filipinos e alemães.

### Idiomas
As línguas oficiais do Poder Executivo do governo de Porto Rico são o espanhol e inglês, sendo o espanhol o principal idioma. O espanhol é, e tem sido, a única língua oficial de todo o sistema judiciário da Commonwealth, apesar de uma lei de língua inglesa de 1902. Todos os negócios oficiais do Tribunal Distrital dos EUA para o Distrito de Porto Rico são conduzidos em inglês. O inglês é o idioma principal de menos de 10% da população. O espanhol é a língua dominante dos negócios, educação e vida diária na ilha, falada por quase 95% da população.
A atualização do US Census Bureau em 2015 fornece os seguintes fatos: 94,1% dos adultos falam espanhol, 5,8% falam apenas em inglês, 78,3% não falam inglês "muito bem".
Em Porto Rico, a instrução das escolas públicas é conduzida quase que inteiramente em espanhol. Houve programas-piloto em cerca de uma dúzia das mais de 1 400 escolas públicas destinadas a conduzir instruções apenas em inglês. As objeções do corpo docente são comuns, talvez porque muitos deles não são totalmente fluentes em inglês. O inglês é ensinado como uma segunda língua e é um assunto obrigatório, desde os níveis elementares até o ensino médio. As línguas da comunidade surda são a língua de sinais americana e sua variante local, a língua de sinais porto-riquenha.
O espanhol de Porto Rico evoluiu para ter muitas idiossincrasias em vocabulário e sintaxe que o diferenciam dos espanhóis falados em outros lugares. Como produto da história porto-riquenha, a ilha possui um dialeto espanhol único. Espanhol porto-riquenho utiliza muitas palavras taíno, bem como palavras em inglês. A maior influência sobre o espanhol falado em Porto Rico é a das ilhas Canárias. O espanhol de Porto Rico também inclui palavras oriundas das línguas taíno, tipicamente no contexto da vegetação, fenômenos naturais ou instrumentos musicais primitivos. Da mesma forma, as palavras atribuídas principalmente a línguas da África Ocidental foram adotadas nos contextos de alimentos, música ou danças, particularmente em cidades costeiras com concentrações de descendentes de africanos subsaarianos.

### Religião
Religiões em Porto Rico (2014)
A Igreja Católica Romana foi trazida por colonos espanhóis e gradualmente se tornou a religião dominante em Porto Rico. As primeiras dioceses das Américas, incluindo a de Porto Rico, foram autorizadas pelo Papa Júlio II em 1511. Um papa, João Paulo II, visitou Porto Rico em outubro de 1984. Todos os municípios de Porto Rico têm pelo menos uma igreja católica, a maioria dos quais estão localizados no centro da cidade ou na "praça". Os escravos africanos trouxeram e mantiveram várias práticas étnicas religiosas africanas associadas a diferentes povos; Em particular, as crenças iorubás de Santería e/ou Ifá, e o Palo Mayombe derivado da África Central. Alguns aspectos foram absorvidos no cristianismo sincrético.
O protestantismo, que foi suprimido sob o regime católico espanhol, ressurgiu ligeiramente sob o governo dos Estados Unidos, tornando o Porto Rico contemporâneo mais interconfessional do que nos séculos anteriores, embora o catolicismo continue a ser a religião dominante. A primeira igreja protestante, a Igreja de Santísima Trinidad, foi estabelecida em Ponce pela diocese anglicana de Antigua em 1872. Foi a primeira igreja não católica em todo o Império espanhol nas Américas.
Pollster Pablo Ramos afirmou em 1998 que a população era 38% católica romana, 28% pentecostal e 18% eram membros de igrejas independentes, o que proporcionaria uma porcentagem protestante de 46% se as duas últimas populações fossem combinadas. Os protestantes coletivamente somaram quase dois milhões de pessoas. Outro pesquisador deu uma avaliação mais conservadora da proporção de protestantes: "Porto Rico, em virtude de sua longa associação política com os Estados Unidos, é o mais protestante dos países latino-americanos, com uma população protestante de aproximadamente 33 a 38%, a maioria dos quais é pentecostal. David Stoll calcula que, se extrapolarmos as taxas de crescimento das igrejas evangélicas de 1960–1985 por mais vinte e cinco anos, Porto Rico se tornará evangélico em 75%. (Ana Adams: "Brincando o Charco..." no poder, na política e nos pentecostais na América Latina, Edward Cleary, ed., 1997 p. 164)".
Os dados fornecidos para 2010 pelo Pew Research Center, estão resumidos na tabela à direita. Um artigo da Associated Press em março de 2014 afirmou que "mais de 70% dos quais se identificam como católicos", mas não forneceram nenhuma fonte para essa informação.

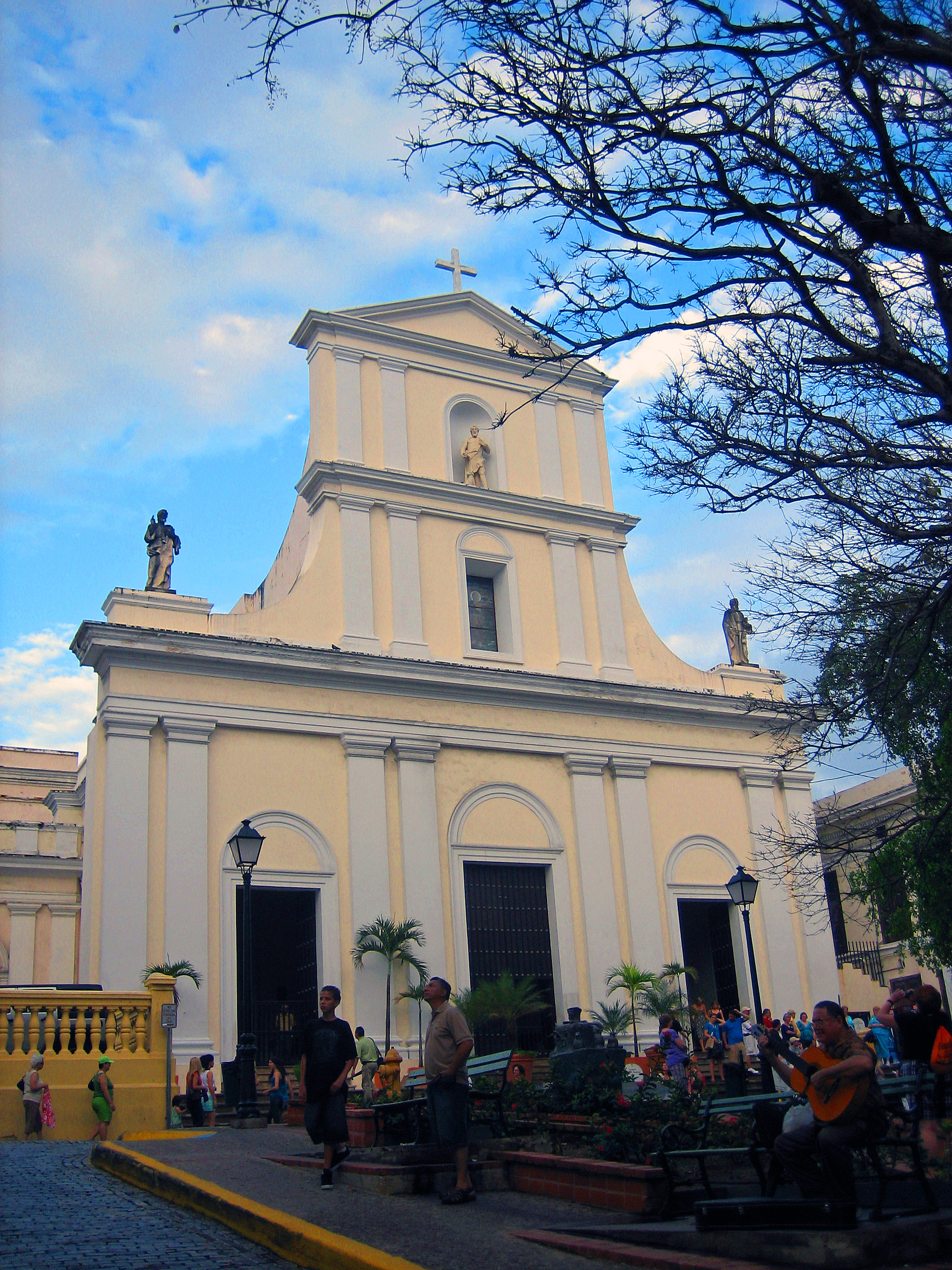
Catedral de São João Batista em San Juan

O CIA World Factbook, no entanto, informa que 85% da população de Porto Rico se identifica como católica romana, enquanto 15% se identificam como protestantes e outros. Nem uma data ou uma fonte para essa informação é fornecida e pode não ser recente. Uma pesquisa 2013 Pew Research descobriu que apenas cerca de 45% dos adultos porto-riquenhos se identificaram como católicos, 29% como protestantes e 20% como não afiliados a uma religião. As pessoas pesquisadas pela Pew, no entanto, consistiam de porto-riquenhos que vivem nos 50 estados e DC e podem não ser indicativos daqueles que vivem na Commonwealth. Até 2014, um relatório Pew Research, com o subtítulo Widespread Change em uma região historicamente católica, indicou que apenas 56% dos porto-riquenhos eram católicos e que 33% eram protestantes; Esta pesquisa foi concluída entre outubro de 2013 e fevereiro de 2014.
Uma comunidade ortodoxa oriental, a Dormição da Santíssima Igreja Teótoco / St. Spyridon está localizada em Trujillo Alto e serve a pequena comunidade ortodoxa. Esta afiliação representou menos de 1% da população em 2010 de acordo com o relatório Pew Research. Em 1940, Juanita García Peraza fundou a Congregação Mita, a primeira religião de origem porto-riquenha. As práticas religiosas Taíno foram redescobertas/reinventadas até certo ponto por muitos defensores. Da mesma forma, alguns dos aspectos das tradições religiosas africanas foram mantidos por alguns adeptos. Em 1952, um grupo de judeus americanos estabeleceram a primeira sinagoga da ilha; essa religião representa menos de 1% da população em 2010 de acordo com o relatório Pew Research. A sinagoga, chamada Sha'are Zedeck, contratou seu primeiro rabino em 1954. No entanto, Porto Rico tem a maior comunidade judaica no Caribe, com 3 000 pessoas (data não declarada) e é a única ilha caribenha em que o Conservador, a Reforma e os movimentos judeus ortodoxos estão todos representados. Em 2015, as 25 832 Testemunhas de Jeová representaram cerca de 0,70% da população, com 324 congregações. O Centro Budista de Padmasambhava, cujos seguidores praticam o budismo tibetano, tem um ramo em Porto Rico.

## Governo e política
Porto Rico é um território não incorporado dos Estados Unidos. Isto significa que Porto Rico pertence aos Estados Unidos, mas não forma parte dele. De acordo com os resultados insulares julgados pela Suprema Corte dos Estados Unidos, os direitos constitucionais não são automaticamente estendidos a todos os territórios sob controle dos Estados Unidos. Os territórios e seus cidadãos têm o direito à proteção da Constituição dos Estados Unidos, embora poucas exceções, como os estados não incorporados que formam "parte integrante" da nação.
A relação do governo de Porto Rico, com o governo federal dos Estados Unidos é para muitos comparável à relação do governo federal com seus Estados. Tudo relacionado à moeda, defesa, relações exteriores e a maioria das trocas comerciais entre Estados cai sob a jurisdição do governo federal. O governo de Porto Rico tem autonomia fiscal e o direito de cobrar impostos locais. Os porto-riquenhos são cidadãos dos Estados Unidos com todos os direitos e deveres que confere essa cidadania, contribuem para a segurança social, mas como as eleições presidenciais são apenas realizadas nos estados e territórios incorporados aos Estados Unidos, os residentes de Porto Rico não participam das eleições nos Estados Unidos, salvo se possuem residência legal num Estado ou território incorporado. O Comissário Residente é o único representante do governo local no Congresso dos Estados Unidos. O Comissário Residente tem direito a voz, mas não tem direito a voto no Congresso dos Estados Unidos, exceto quando o mesmo Congresso concede o voto no "Comitê Conjunto". Quando isso acontece, o Comissário Residente pode votar, mas só quando o seu voto não é decisivo sobre a questão.

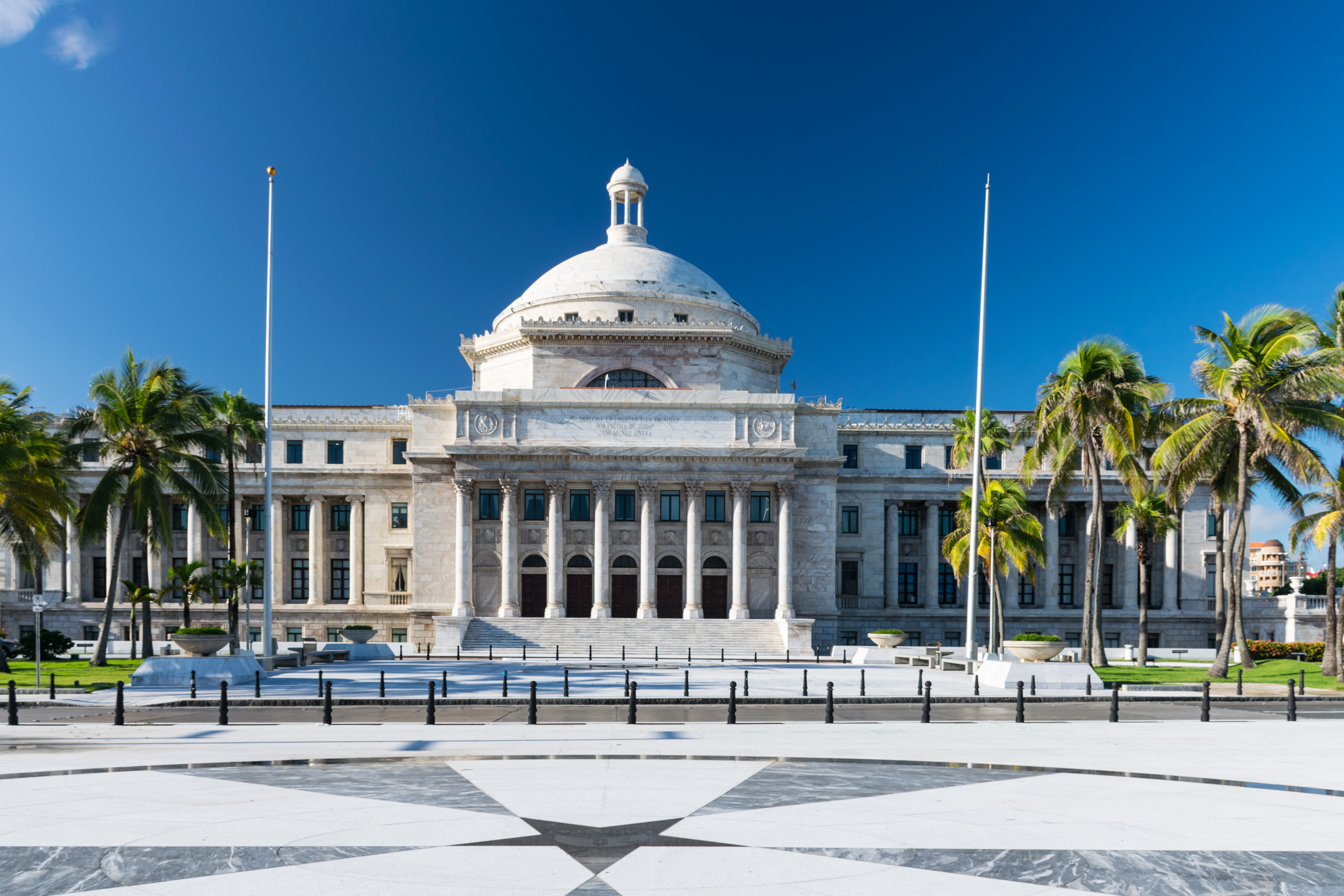
Capitólio de Porto Rico, sede da Assembleia Legislativa

O governo da Commonwealth de Porto Rico é dividido em três poderes: o poder executivo, o poder legislativo (dividido em Câmara de Representantes e Senado) e o poder judiciário. O poder executivo é representado e liderado pelo Governador. O governador é eleito pelo voto direto a cada quatro anos e nomeia, com a aprovação do Senado, os membros de seu gabinete, que é formado pelos secretários dos quinze departamentos. O poder legislativo da ilha sedia-se na Assembleia Legislativa, uma legislatura bicameral composta por um Senado e por uma Câmara dos Representantes. O Senado tem 27 membros no total — dois para cada distrito eleitoral, e onze por acumulação com base na proporção da população. A Câmara dos Representantes tem com 51 membros, em um total para cada eleição de distrito e onze por acumulação. Nos casos em que o governador e a legislatura são do mesmo partido e nisto há dois terços ou mais dos legisladores, é aumentado até um máximo constitucional de nove cadeiras no Senado e 17 assentos adicionais na Câmara dos Representantes aos partidos minoritários. Há seis grandes partidos políticos em Porto Rico: o Partido Democrático Popular (PPD), o Partido Novo Progressista (PNP), o Partido Independentista Porto-riquenho (PIP), o Partido Porto-riquenhos para Porto Rico (PPR), o Movimento União Soberanista (MUS) e o Partido do Povo Trabalhador (PPT).
O Poder Judiciário é o ramo do governo responsável para o cumprimento da Constituição e a administração da justiça. Dirigido pela Suprema Corte de Porto Rico, o sistema judiciário é composto de três instâncias e segue uma mistura do sistema romano-germânico europeu com a common law anglo-americana. O Tribunal de Primeira Instância (TPI) é dividido em Superior, Câmara e o Salão Municipal (com diferentes áreas de especialização). O TPI tem treze distritos judiciais. A parte insatisfeita com as decisões do TPI pode solicitar um recurso à segunda instância, conhecido como Tribunal de Apelação. A última instância é o Supremo Tribunal, o qual é o único Tribunal Constitucional. A Suprema Corte consiste no Juiz-Presidente e seis juízes-associados. Estes são nomeados pelo governador com a aprovação do Senado. Tais nomeações são vitalícias, até à idade da saída obrigatória aos 70 anos. O número de juízes só pode ser alterado por lei, a pedido do Supremo Tribunal.

### Estatuto político
O debate sobre o estatuto político de Porto Rico tem sido prolongado em muitas esferas internacionais locais, federais (Estados Unidos) e internacional (Nações Unidas). Em 2007, uma comissão de trabalho da Casa Branca concluiu que Porto Rico continua totalmente sujeita à autoridade do Congresso dos EUA sob as cláusulas territoriais. O Partido Democrático Popular, fundador do "Estado Livre Associado" protesta contra a opinião da Casa Branca.
No entanto, as restrições legais relacionadas com o estatuto político dos cidadãos porto-riquenhos não são transferidas porque limitam apenas o território. Assim, qualquer cidadão dos Estados Unidos, mesmo aqueles nascidos em Porto Rico, podem votar para o presidente e o Congresso se eles não residem em Porto Rico; nenhum cidadão pode votar por cargo eletivo federal, a partir do território abrangido por esta ilha. Portanto várias pessoas defendem o argumento de que os Estados Unidos tratam Porto Rico como uma colônia.
Em 12 de agosto de 2012 foi realizado um plebiscito sobre o status para avaliar aos eleitores se querem manter como Estado Livre Associado sob a cláusula territorial da Constituição dos Estados Unidos, ou se preferem uma opção não territorial, não colonial. Se há mais eleitores que favorecem a opção não territorial, uma segunda votação será realizada entre as três opções de status não territoriais, não coloniais: Estado, Independência ou Livre Associação".
A escolha do "Não ao status quo" de Commonwealth colonial, obteve cerca de 54% do povo. A categoria de estado venceu com mais de 61% dos votos apurados, o que tem causado controvérsia pela presença de uma grande quantidade de votos em branco e nulos. No entanto, estes são descartados para o cálculo da escolha vencedora, e eles não são considerados votos nos termos do Código Eleitoral vigente.
Em 2020, a maioria dos cidadãos porto-riquenhos votou a favor da ilha se tornar o 51º estado.

## Subdivisões
Como um território não incorporado dos Estados Unidos, Porto Rico não tem quaisquer divisões administrativas de primeira ordem como definido pelo Governo dos Estados Unidos, mas existem 78 municípios à nível secundário que funcionam como condados. Os municípios são subdivididos em barrios, e estes em setores. Cada município tem um prefeito e uma legislatura municipal eleita para um mandato de 4 anos.

## Economia

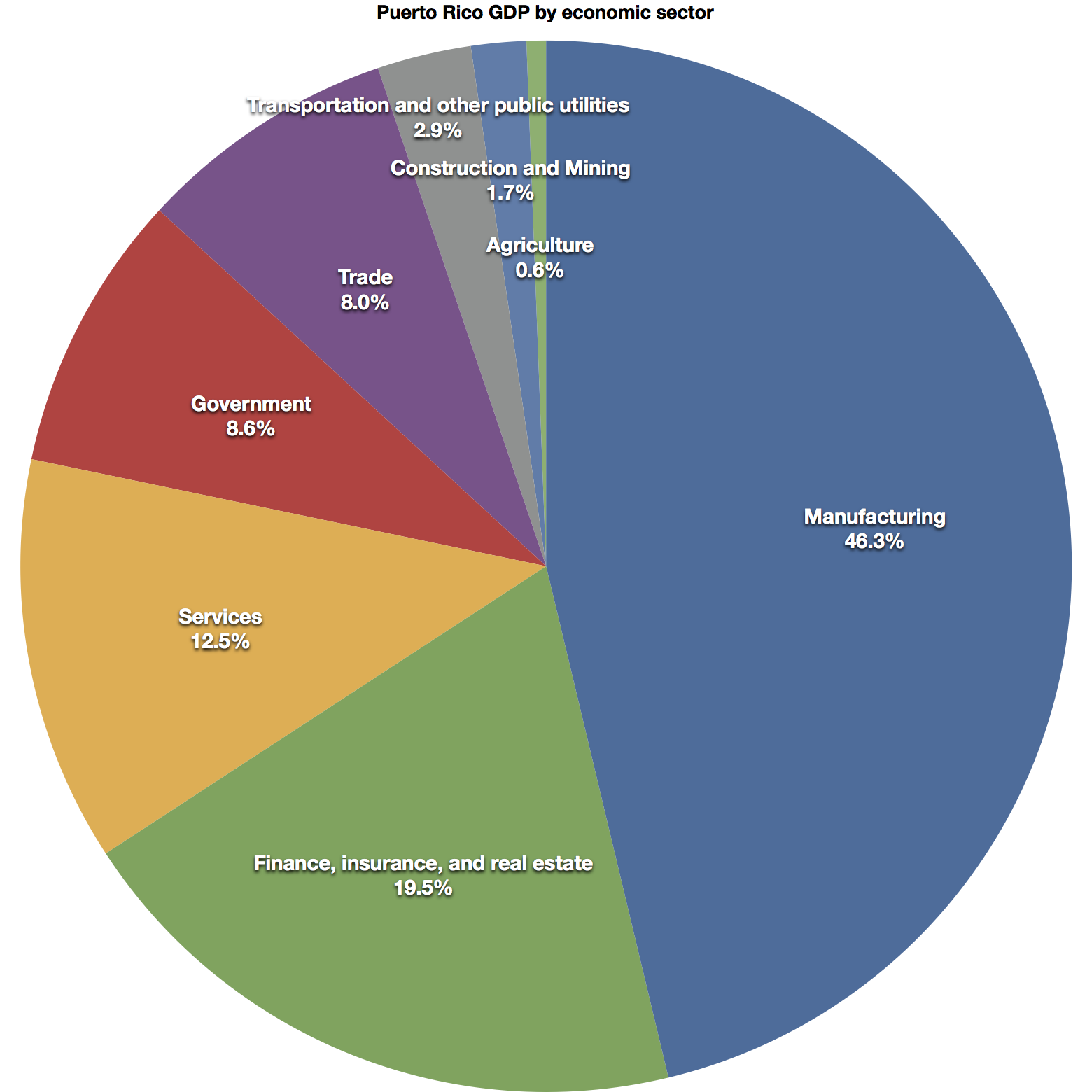
Gráfico que mostra o Produto Interno Bruto (PIB) de Porto Rico por setor econômico

A economia de Porto Rico é classificada como uma economia de alta renda pelo Banco Mundial e como a economia mais competitiva da América Latina pelo Fórum Econômico Mundial, mas Porto Rico atualmente tem uma dívida pública de 72,204 bilhões de dólares (equivalente a 103% do PNB) e um déficit governamental de 2,5 bilhões de dólares. De acordo com o Banco Mundial, a renda nacional bruta per capita de Porto Rico em 2013 era de 23 830 dólares, classificada como 63ª entre todas as entidades de territórios soberanos e dependentes do mundo. Sua economia é impulsionada principalmente pela indústria (principalmente produtos farmacêuticos, têxteis, petroquímicos e eletrônicos), seguida pelos serviços (principalmente finanças, seguros, imóveis e turismo). Nos últimos anos, o território também se tornou um destino popular para reuniões, conferências e exposições, com um moderno distrito de convenções com vista para o Porto de San Juan.
Porto Rico experimentou uma recessão de 2006 a 2011, interrompida por quatro trimestres do crescimento econômico e entrou em recessão novamente em 2013, após o crescente desequilíbrio fiscal. O Código da Receita Federal implantando pelo governo estadunidense foi fundamental para a economia local, pois estabeleceu isenções fiscais para as empresas estadunidenses que se estabeleceram em Porto Rico e permitiu que suas subsidiárias insulares enviassem seus ganhos à empresa matriz em qualquer momento, sem pagar imposto federal sobre o lucro das empresas. Porto Rico surpreendentemente conseguiu manter uma inflação relativamente baixa na última década, mantendo uma paridade de poder de compra per capita superior a 80% do resto do mundo.

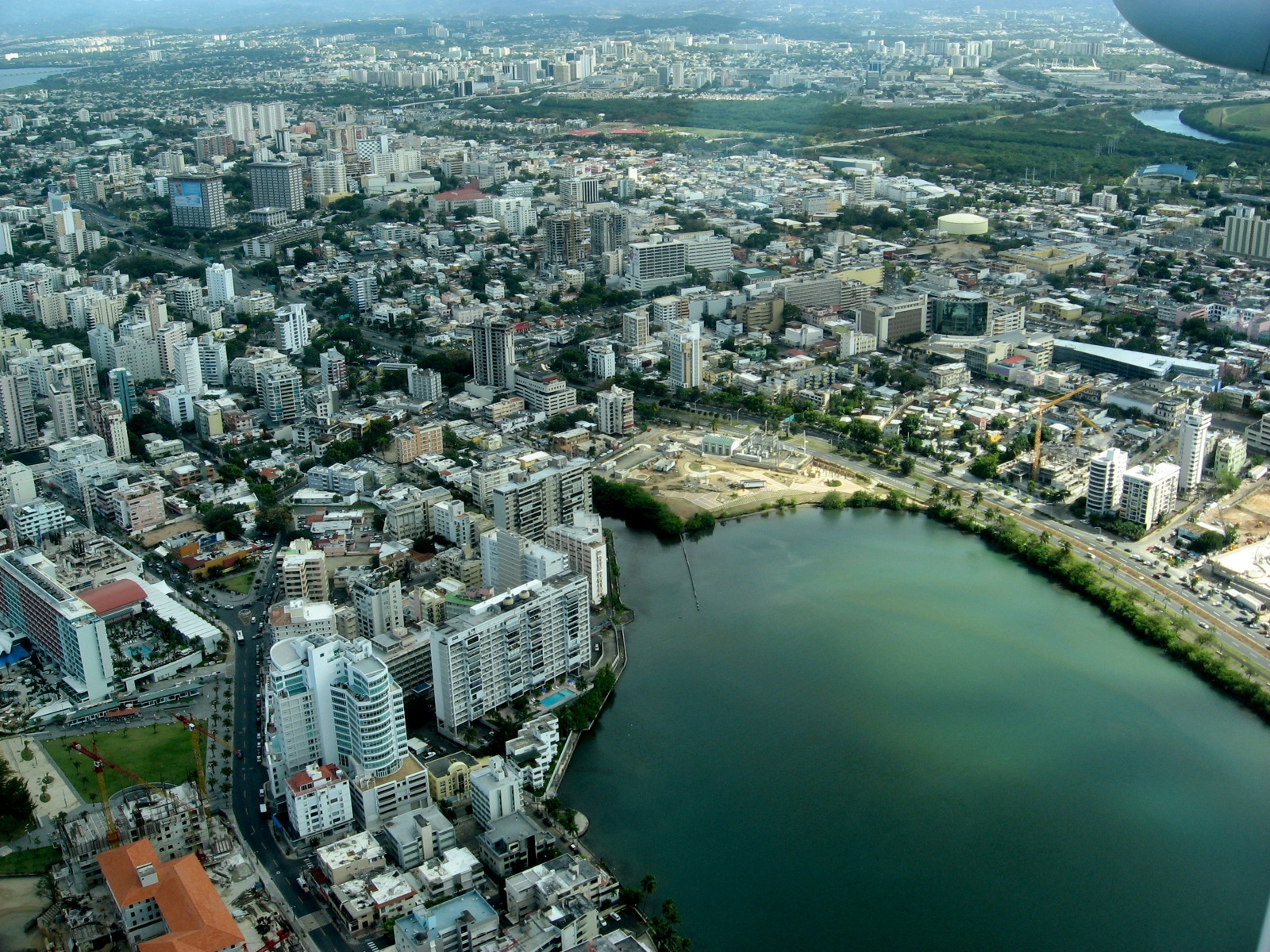
San Juan, capital de Porto Rico

A maioria dos problemas econômicos de Porto Rico decorre de regulamentos federais que expiraram, foram revogados ou já não se aplicam a Porto Rico; sua incapacidade de se tornar autossuficiente e autossustentável ao longo da história; sua política pública altamente politizada que tende a mudar sempre que um partido político ganha o poder; bem como seu governo local altamente ineficiente, que acumulou uma dívida pública igual a 68% de seu produto interno bruto ao longo do tempo.
Em comparação com os diferentes estados dos Estados Unidos, Porto Rico é mais pobre que o Mississippi (o estado mais pobre dos EUA), com 41% de sua população abaixo da linha de pobreza. Quando comparado à América Latina, Porto Rico tem o maior PIB per capita na região. Seus principais parceiros comerciais são os próprios Estados Unidos, a Irlanda e o Japão, com a maioria dos produtos provenientes da Ásia Oriental, principalmente da China, Hong Kong e Taiwan. A dependência de Porto Rico do petróleo para transporte e geração de eletricidade, bem como sua dependência de importações de alimentos e matérias-primas, torna o arquipélago volátil e altamente reativo às mudanças na economia mundial e no clima. O setor agrícola de Porto Rico representa menos de 1% do PIB.

### Crise da dívida
No início de 2017, a crise da dívida do governo porto-riquenho apresentava sérios problemas para o governo, que tinha uma dívida pendente de US$ 70 bilhões, com 45% de pobreza e 12,4% de desemprego, mais que o dobro da parte continental dos Estados Unidos. A dívida vinha aumentando durante uma década de recessão.
O Estado Livre Associado possui inadimplência em muitas dívidas, incluindo títulos, desde 2015. Com os pagamentos da dívida vencidos, o governador estava enfrentando o risco de uma paralisação do governo e o fracasso em financiar o sistema de saúde gerenciado. "Sem ação antes de abril, a capacidade de Porto Rico de executar contratos para o ano fiscal de 2018 com suas organizações de atendimento gerenciado será ameaçada, colocando em risco a partir de 1º de julho de 2017 os cuidados de saúde de até 900 000 cidadãos estadunidenses pobres vivendo em Porto Rico", de acordo com uma carta enviada ao Congresso pelo Secretário do Tesouro e pelo Secretário de Saúde e Serviços Humanos. Eles também disseram que "o Congresso deve promulgar medidas recomendadas por republicanos e democratas que consertem a estrutura desigual de financiamento da saúde de Porto Rico e promovam o crescimento econômico sustentado".
Inicialmente, o conselho de supervisão criado por uma lei federal em 2016 pediu ao governador de Porto Rico, Ricardo Rosselló, que entregasse um plano de recuperação fiscal até 28 de janeiro. Pouco antes desse prazo, o conselho de administração deu ao governo da Commonwealth até 28 de fevereiro para apresentar um plano fiscal (incluindo negociações com credores). reestruturação da dívida) para resolver os problemas. Uma moratória sobre ações judiciais por parte de devedores foi prorrogada até 31 de maio. É essencial para Porto Rico chegar a acordos de reestruturação para evitar uma falência. Uma pesquisa interna conduzida pela Associação de Economistas Porto-riquenhos revelou que a maioria dos economistas porto-riquenhos rejeita as recomendações políticas do Conselho e do governo Rosselló, com mais de 80% dos economistas argumentando a favor da auditoria da dívida.
No início de agosto de 2017, o conselho de supervisão financeira da ilha planejava instituir dois dias de folga sem remuneração por mês para funcionários do governo, abaixo do plano original de quatro dias por mês; esperava-se que o último atingisse US$ 218 milhões em economias. O governador Rossello rejeitou este plano como injustificado e desnecessário. Reformas previdenciárias também foram discutidas, incluindo uma proposta de redução de 10% nos benefícios para começar a tratar dos US$ 50 bilhões em passivos previdenciários não financiados.

## Infraestrutura

### Educação

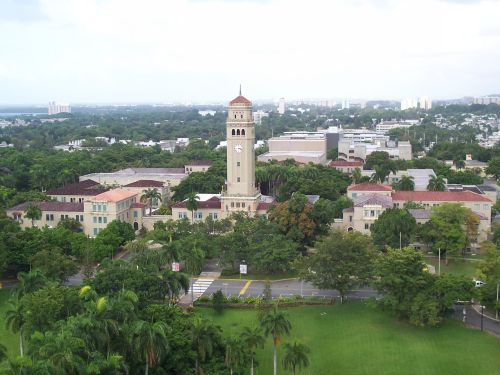
Universidade de Porto Rico

A primeira escola em Porto Rico foi a Escola de Gramática. Foi estabelecida pelo bispo Alonso Manso em 1513, na área onde a catedral de San Juan deveria ser construída. A escola era gratuita e os cursos ensinados eram língua latina, literatura, história, ciência, arte, filosofia e teologia.
A educação em Porto Rico é dividida em três níveis: ensino primário (1º a 6º ano), ensino secundário (7º a 12º ano) e ensino superior (estudos de graduação e pós-graduação). Em 2002, a taxa de alfabetização da população porto-riquenha era de 94,1%; por gênero, era 93,9% para homens e 94,4% para mulheres. De acordo com o Censo de 2000, 60,0% da população tinha um diploma de ensino médio ou maior nível de escolaridade e 18,3% possui diploma de bacharel ou superior.
A educação no nível da escola primária é obrigatória e aplicada pelo estado entre as idades de 5 e 18. A Constituição de Porto Rico concede o direito a uma educação para todos os cidadãos da ilha. Para este fim, as escolas públicas oferecem ensino gratuito e não sectário nos níveis primário e secundário. Em qualquer um dos três níveis, os alunos podem frequentar escolas públicas ou privadas. Em 1999, havia 1 532 escolas públicas e 569 escolas privadas na ilha. Em 2010, existiam 1 539 escolas públicas e 806 escolas privadas. A maior e mais antiga universidade é a Universidade de Porto Rico (UPR), que tem 11 campi espalhados pelo território porto-riquenho.

### Saúde

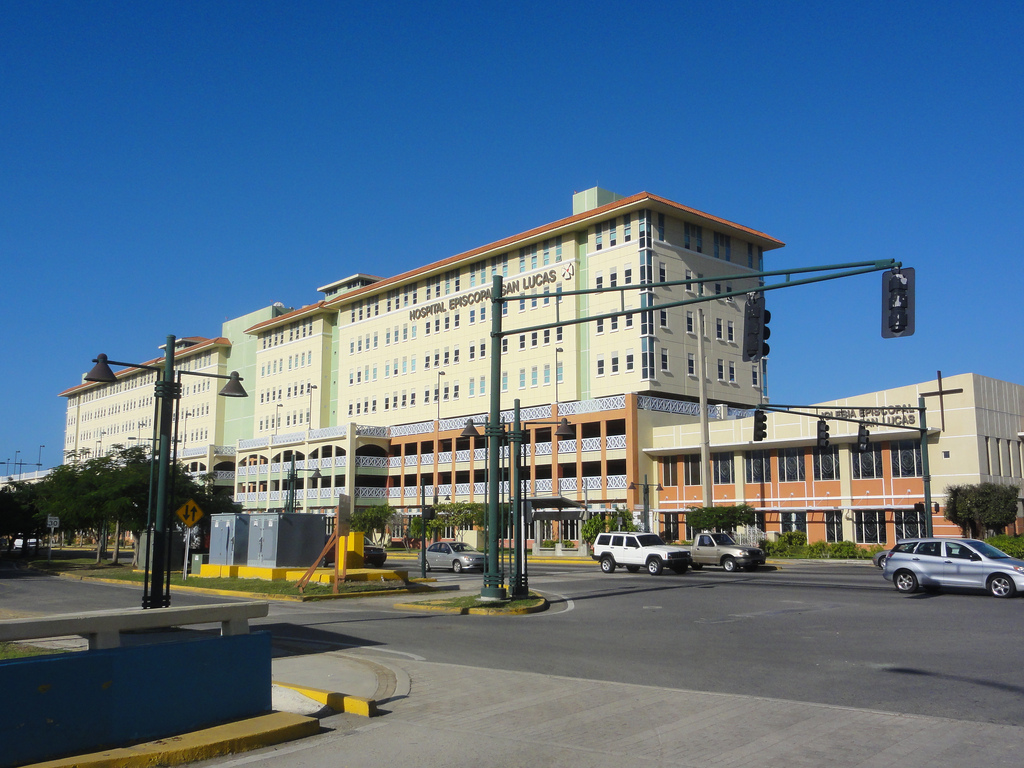
Hospital Episcopal San Lucas em Ponce

Em 2015, a assistência médica em Porto Rico era fortemente impactada pela emigração de médicos para o continente e pelo subfinanciamento dos programas Medicare e Medicaid que atendem 60% da população da ilha. O seguro médico acessível ao abrigo da Patient Protection and Affordable Care Act não está disponível em Porto Rico, uma vez que os porto-riquenhos não pagam imposto de renda e não há subsídios disponíveis.
A "Reforma de Saúde de Porto Rico" — localmente denominada La Reforma — é um programa administrado pelo governo que presta serviços médicos e de saúde aos indigentes e empobrecidos, por meio da contratação de seguro de saúde privado, em vez de empregar hospitais e centros de emergência de propriedade do governo. A Reforma é administrada pela Administração de Seguros de Saúde de Porto Rico.

### Transportes

Sistema de autoestradas de Porto Rico

As cidades de Porto Rico estão interligadas por um sistema de estradas, rodovias, autoestradas mantidas pela Autoridade de Estradas e Transportes sob a jurisdição do Departamento dos Transportes dos Estados Unidos e patrulhadas pelo Departamento de Polícia de Porto Rico. A área metropolitana da ilha é servida por um sistema de trânsito de ônibus público e por um sistema de metrô chamado Tren Urbano. Outras formas de transporte público incluem balsas marítimas (que servem o arquipélago de Porto Rico) e Carros Públicos (mini-ônibus privados).
Porto Rico tem três aeroportos internacionais, o Aeroporto Internacional Luis Muñoz Marin em Carolina, o Aeroporto Internacional Mercedita em Ponce e o Aeroporto Rafael Hernández em Aguadilla, além de 27 aeroportos locais. O Aeroporto Internacional Luis Muñoz Marín é o maior centro de transporte aéreo do Caribe.
Porto Rico tem nove portos em diferentes cidades em toda a ilha principal. O Porto de San Juan é o maior em Porto Rico, o porto mais movimentado do Caribe e o 10º mais movimentado nos Estados Unidos em termos de atividade comercial e movimento de carga, respectivamente. O segundo maior porto é o Porto das Américas em Ponce, atualmente em expansão para aumentar a capacidade de carga para 1,5 milhões de TEUs por ano.

## Cultura
A cultura porto-riquenha moderna é uma mistura única de antecedentes culturais: incluindo taínos, europeus (predominantemente espanhóis, italianos, franceses, alemães e irlandeses), africanos e, mais recentemente, estadunidenses e muitos sul-americanos. Um grande número de cubanos e dominicanos se mudaram para a ilha nas últimas décadas.
Dos espanhóis, Porto Rico recebeu a língua espanhola, a religião católica e a grande maioria de seus valores e tradições culturais e morais. Os Estados Unidos adicionaram influência na língua inglesa, o sistema universitário e a adoção de alguns feriados e práticas. Em 12 de março de 1903, a Universidade de Porto Rico foi oficialmente fundada, se ramificando da "Escola Normal Industrial", uma organização menor que foi fundada em Fajardo três anos antes.
Grande parte da cultura porto-riquenha se concentra na influência da música e foi moldada por outras culturas que se combinam com os ritmos locais e tradicionais. No início da história da música porto-riquenha, as influências das tradições espanhola e africana eram mais visíveis. Os movimentos culturais em todo o Caribe e América do Norte desempenharam um papel vital nas influências musicais mais recentes que chegaram a Porto Rico.

### Arquitetura

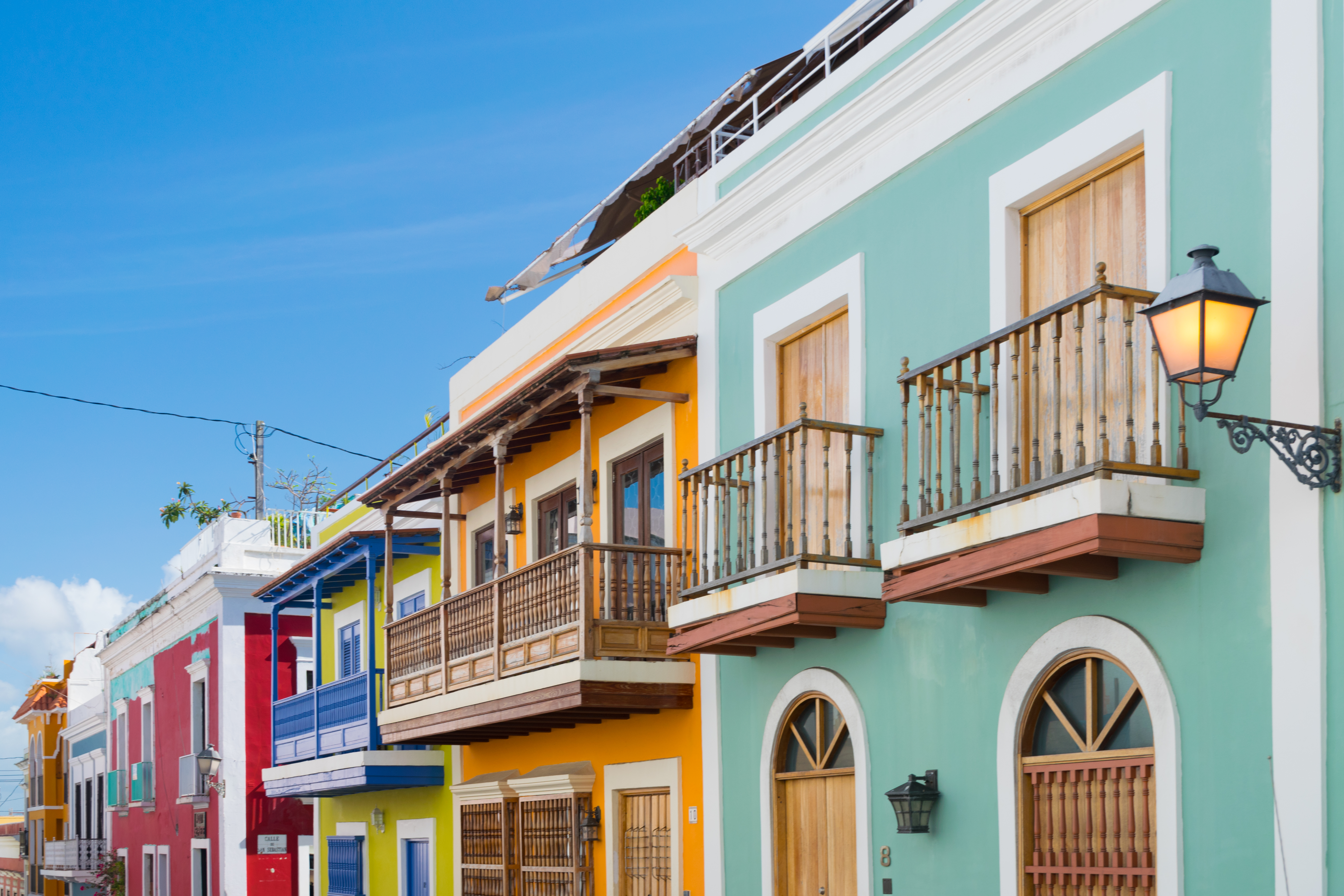
Centro histórico de San Juan

A arquitetura de Porto Rico demonstra uma ampla variedade de tradições, estilos e influências nacionais acumuladas ao longo de quatro séculos de domínio espanhol e um século de domínio estadunidense. Arquitetura colonial espanhola, arte ibo-islâmica, art déco, pós-moderna e muitas outras formas arquitetônicas são visíveis em toda a ilha. De cidade a cidade, há também muitas distinções regionais.
A Velha San Juan (Viejo San Juan) é um dos dois barrios, além de Santurce, que compõe o município de San Juan de 1864 a 1951, quando foi anexada a antiga municipalidade independente de Río Piedras. Com sua abundância de lojas, lugares históricos, museus, cafés ao ar livre, restaurantes, casas graciosas, praças arborizadas, e sua antiga beleza e peculiaridade arquitetônica, a Velha San Juan é um ponto principal para o turismo local e interno. O distrito também é caracterizado por inúmeras praças públicas e igrejas, incluindo a Igreja de San José e a Catedral de San Juan Bautista, que contém o túmulo do explorador espanhol Juan Ponce de León. Abriga também a mais antiga escola católica para o ensino básico em Porto Rico, o Colégio de Pávulos, construído em 1865.
As partes mais antigas do distrito da Velha San Juan permanecem parcialmente cercadas por muros maciços. Várias estruturas defensivas e fortalezas notáveis, como o emblemático Forte San Felipe del Morro, o Forte San Cristóbal e o Palácio de Santa Catalina, também conhecido como La Fortaleza, atuaram como as principais defesas do assentamento, que sofreu numerosos ataques. La Fortaleza continua a servir também como a mansão executiva do governador de Porto Rico. Muitas das fortificações históricas fazem parte do Sítio Histórico Nacional de San Juan.
Durante a década de 1940, seções da Velha San Juan caíram em desuso, e muitos planos de renovação foram sugeridos. Houve até um forte impulso para desenvolver a Velha San Juan como uma "pequena Manhattan". Códigos de remodelação rigorosos foram implementados para impedir que novas construções afetem os temas arquitetônicos espanhóis coloniais comuns da cidade antiga. Quando uma proposta de projeto sugeria que o antigo convento carmelita em San Juan fosse demolido para erguer um novo hotel, o Instituto teve o prédio declarado como um edifício histórico e, em seguida, pediu que ele fosse convertido em hotel em uma instalação renovada. Foi assim que se tornou o Hotel El Convento na Velha San Juan. O paradigma de reconstruir e renovar a cidade antiga e revitalizá-la foi seguido por outras cidades das Américas, particularmente Havana, Lima e Cartagena das Índias.
O Ponce Creole é um estilo arquitetônico criado em Ponce, Porto Rico, no final do século XIX e início do XX. Este estilo de edifícios porto-riquenhos é encontrado predominantemente em residências em Ponce que se desenvolveram entre 1895 e 1920. A arquitetura Ponce Creole se baseia fortemente nas tradições dos franceses, espanhóis e caribenhos para criar casas que foram especialmente construídas para suportar o calor. e o clima seco da região, e aproveitar as brisas do sol e do mar, características da costa do Mar do Caribe, no sul de Porto Rico. É uma mistura de madeira e alvenaria, incorporando elementos arquitetônicos de outros estilos, desde o revival clássico e o revival espanhol ao vitoriano.

### Artes
A arte porto-riquenha reflete muitas influências, muito de sua origem etnicamente diversa. Uma forma de arte popular, as esculturas e imagens sacras foram usadas pela Igreja Católica para converter indígenas porto-riquenhos ao cristianismo, e são feitas de madeira nativa, argila e pedra. Depois de serem moldados, eles são frequentemente acabados, pintando-os em cores vivas. As imagens variam em tamanho, com os menores exemplos em torno de 8 cm de altura e os maiores cerca de 20 cm de altura. Tradicionalmente, os santos eram vistos como mensageiros entre a terra e o céu. Como tal, eles ocupavam um lugar especial nos altares das casas, onde as pessoas oravam a eles, pediam ajuda ou tentavam convocar sua proteção.
Também populares, as caretas ou vejigantes são máscaras usadas durante os carnavais. Máscaras semelhantes, significando maus espíritos, foram usadas tanto na Espanha quanto na África, embora para diferentes propósitos. Os espanhóis usaram suas máscaras para amedrontar os cristãos que haviam voltado para a igreja, enquanto os africanos tribais os usavam como proteção contra os maus espíritos que eles representavam. Fiel às suas origens históricas, as caretas porto-riquenhas sempre carregam pelo menos vários chifres e presas. Embora normalmente construídas em papel machê, as cascas de coco e a triagem de metais finos também são utilizadas. Vermelho e preto foram as cores típicas para caretas, mas sua paleta se expandiu para incluir uma grande variedade de tons e padrões brilhantes.

### Literatura

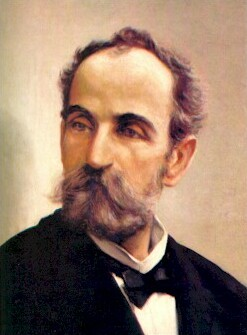
Eugenio María de Hostos

A literatura porto-riquenha evoluiu da arte da narração oral para o status atual. Os trabalhos escritos pelos ilhéus nativos de Porto Rico eram proibidos e reprimidos pelo governo colonial espanhol. Somente aqueles que eram comissionados pela Coroa Espanhola para documentar a história cronológica da ilha eram autorizados a escrever.
Diego de Torres Vargas foi autorizado a contornar essa proibição estrita por três razões: ele era um padre, ele veio de uma próspera família espanhola, e seu pai era um sargento-major do exército espanhol, que morreu defendendo Porto Rico de uma invasão por a armada holandesa. Em 1647, Torres Vargas escreveu Descripción de la Ciudad e Isla de Puerto Rico ("Descrição da Ilha e Cidade de Porto Rico"). Este livro histórico foi o primeiro a fazer uma descrição geográfica detalhada da ilha.
Alguns dos primeiros escritores de Porto Rico foram influenciados pelos ensinamentos de Rafael Cordero. Entre eles estava o Dr. Manuel A. Alonso, o primeiro escritor porto-riquenho de notável importância. Em 1849 ele publicou El Gíbaro, uma coleção de versos cujos temas principais eram o pobre fazendeiro de Porto Rico. Eugenio María de Hostos escreveu La peregrinación de Bayoán em 1863, que usou Bartolomé de las Casas como um trampolim para refletir sobre a identidade caribenha. Após este primeiro romance, Hostos abandonou a ficção em favor do ensaio que ele via como oferecendo maiores possibilidades para inspirar a mudança social.
No final do século XIX, com a chegada da primeira imprensa e a fundação da Real Academia de Belas Letras, a literatura porto-riquenha começou a florescer. Os primeiros escritores a expressar seus pontos de vista políticos em relação ao domínio colonial espanhol da ilha eram jornalistas. Depois que os Estados Unidos invadiram Porto Rico durante a Guerra Hispano-Americana e a ilha foi cedida aos Estados Unidos como condição do Tratado de Paris de 1898, escritores e poetas começaram a expressar sua oposição ao novo regime colonial escrevendo sobre temas patrióticos.
Alejandro Tapia y Rivera, também conhecido como o Pai da Literatura Porto-riquenha, inaugurou uma nova era da historiografia com a publicação da Biblioteca Histórica de Porto Rico. Cayetano Coll y Toste foi outro historiador e escritor porto-riquenho. Sua obra O Vocabulário Indo-Antillano é valiosa para entender o modo de vida dos Taínos. O Dr. Manuel Zeno Gandía escreveu em 1894 La Charca e contou sobre a vida dura nas regiões remotas e montanhosas do café em Porto Rico. O Dr. Antonio S. Pedreira, descreveu em sua obra Insularismo a sobrevivência cultural da identidade porto-riquenha após a invasão estadunidense.
Com a diáspora porto-riquenha da década de 1940, a literatura porto-riquenha foi muito influenciada por um fenômeno conhecido como Movimento Nuyorican. A literatura porto-riquenha continuou a florescer e muitos porto-riquenhos se distinguiram como autores, jornalistas, poetas, romancistas, dramaturgos, roteiristas, ensaístas e também se destacaram em outros campos literários. A influência da literatura porto-riquenha transcendeu as fronteiras da ilha para os Estados Unidos e o resto do mundo. Nos últimos cinquenta anos, escritores importantes incluem Ed Vega, Luis Rafael Sánchez, Piri Thomas, Giannina Braschi e Miguel Piñero. Esmeralda Santiago escreveu uma trilogia autobiográfica sobre o crescimento na moderna Porto Rico, bem como um romance histórico, Conquistadora, sobre a vida em uma plantação de cana-de-açúcar em meados do século XIX.

### Música

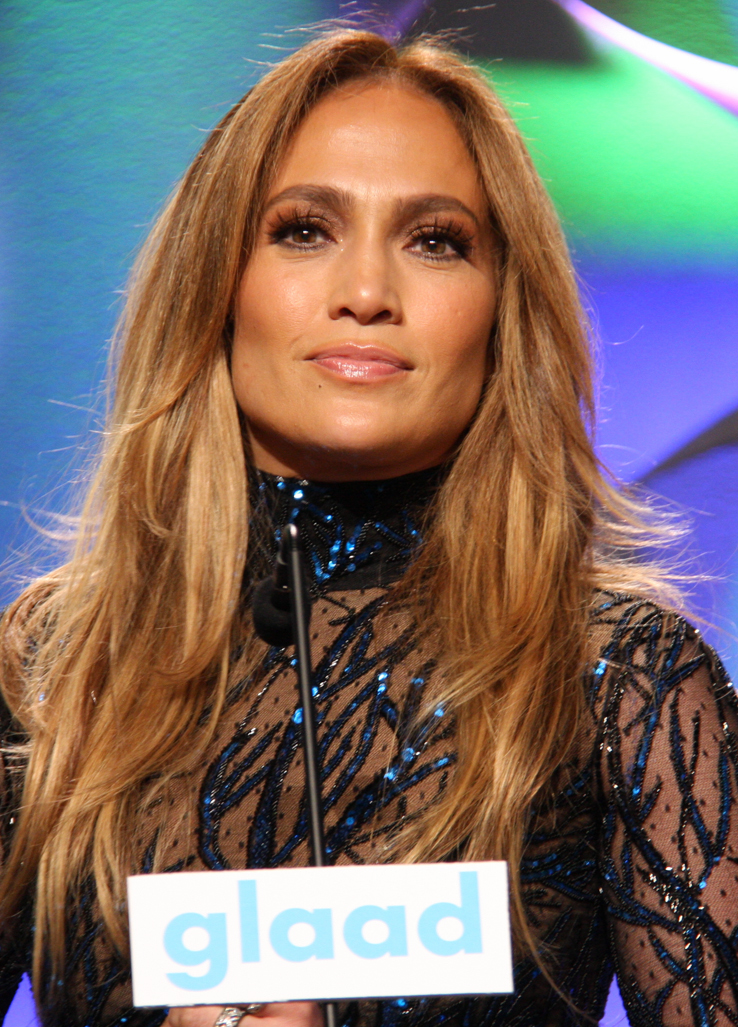
Jennifer Lopez, atriz e cantora de ascendência porto-riquenha, é uma das artistas hispânicas mais importantes do mundo

A música de Porto Rico evoluiu como um produto heterogêneo e dinâmico de diversos recursos culturais. As fontes musicais mais notáveis foram a Espanha e a África Ocidental, embora muitos aspectos da música porto-riquenha reflitam origens em outros lugares da Europa e do Caribe e, no último século, a cultura musical porto-riquenha hoje compreenda uma ampla e rica variedade de gêneros, variando de gêneros de origem indígena como bomba, plena, aguinaldo, danza e salsa para híbridos recentes como o reggaeton.
Porto Rico tem alguns instrumentos nacionais, como o cuatro (espanhol para "quatro"). O cuatro é um instrumento local que foi feito pelo "Jibaro" ou pessoas das montanhas. Originalmente, o Cuatro consistia em quatro cordas de aço, daí o seu nome, mas atualmente o Cuatro consiste em cinco cordas duplas de aço. É facilmente confundido com um violão, até mesmo pelos habitantes locais. Quando segurados na vertical, da direita para a esquerda, as cordas são G, D, A, E, B.
No reino da música clássica, a ilha abriga duas orquestras principais, a Orquesta Sinfónica de Porto Rico e a Orquesta Filarmónica de Porto Rico. O Festival Casals acontece anualmente em San Juan, atraindo músicos clássicos de todo o mundo.
Com relação à ópera, o lendário tenor porto-riquenho Antonio Paoli foi tão celebrado que fez recitais particulares para o papa Pio X e o czar Nicolau II da Rússia. Em 1907, Paoli foi o primeiro artista operístico na história do mundo a gravar uma ópera inteira — quando ele participou de uma performance de Pagliacci de Ruggiero Leoncavallo em Milão, na Itália.
Nos últimos cinquenta anos, artistas porto-riquenhos como Jorge Emmanuelli, Yomo Toro, Ramito, José Feliciano, Bobby Capo, Rafael Cortijo, Ismael Rivera, Chayanne, Tito Puente, Eddie Palmieri, Ray Barreto, Dave Valentin, Omar Rodríguez-López, Hector Lavoe, Ricky Martin, Marc Anthony e Luis Fonsi ganharam fama internacionalmente.

### Culinária
A culinária porto-riquenha tem suas raízes nas tradições e práticas culinárias dos colonizadores espanhóis, dos africanos trazidos como escravos e dos Taínos nativos. Na última parte do século XIX, a culinária de Porto Rico foi grandemente influenciada pelos Estados Unidos nos ingredientes usados em sua preparação. A culinária porto-riquenha transcendeu as fronteiras da ilha e pode ser encontrada em vários países fora do arquipélago. Os ingredientes básicos incluem grãos e legumes, ervas e especiarias, tubérculos tropicais ricos em amido, legumes, carne e aves, frutos do mar e frutos do mar e frutos do mar. Os pratos principais incluem mofongo, arroz con gandules, pasteles, alcapurrias e porco assado (ou lechón). Bebidas incluem maví e piña colada. As sobremesas incluem pudim, arroz doce (pudim de arroz doce), piraguas, brazo gitanos, tembleque, polvorones e doce de leite.
Os moradores locais chamam sua cozinha de criolla cocina. A tradicional cozinha porto-riquenha foi bem estabelecida no final do século XIX. Em 1848, o primeiro restaurante, La Mallorquina, abriu na Velha San Juan. El Cocinero Puertorriqueño, o primeiro livro de receitas da ilha, foi publicado em 1849.
A partir da dieta do povo Taíno vêm muitas raízes tropicais e tubérculos como a yautía (taro) e especialmente a Yuca (mandioca), da qual é feito um fino pão casabe. Ajicito ou pimenta cachucha, pimenta habanero levemente quente, recao/culantro (folha espinhosa), achiote (urucum), pimentão, ají caballero (a pimenta mais quente nativa de Porto Rico), amendoim, goiaba, abacaxi, jicacos (cocoplum), quenepas (mamoncillo), lerenes (araruta da Guiné), calabazas (abóboras tropicais) e guanabanas (soursops) são todos alimentos Taíno. Os Taínos também cultivavam variedades de feijão e milho / milho, mas o milho não era tão dominante em sua culinária quanto era para os povos que viviam no continente da Mesoamérica. Isto é devido aos frequentes furacões que Porto Rico experimenta, que destroem as culturas de milho, deixando plantas mais protegidas como conucos (colinas de yuca cultivadas juntas).
A influência espanhola/europeia também é vista na culinária porto-riquenha. Trigo, grão de bico (grão-de-bico), alcaparras, azeitonas, azeite, pimenta do reino, cebola, alho, coentro, orégano, manjericão, cana-de-açúcar, frutas cítricas, berinjela, presunto, banha, frango, carne, porco e queijo foram trazidos para Porto Rico da Espanha. A tradição de cozinhar guisados complexos e pratos de arroz em panelas como arroz e feijão também são considerados originalmente europeus (assim como os italianos, espanhóis e ingleses). Os primeiros imigrantes holandeses, franceses, italianos e chineses influenciavam não apenas a cultura, mas também a culinária porto-riquenha. Essa grande variedade de tradições se juntou para formar a La Cocina Criolla.
Cocos, café (trazido pelos árabes e Corsos para Yauco de Kafa, Etiópia), quiabo, inhame, sementes de gergelim, banana-doce, banana-da-terra, outros vegetais de raiz e galinha-da-Guiné, vêm para Porto Rico de África.

### Esportes

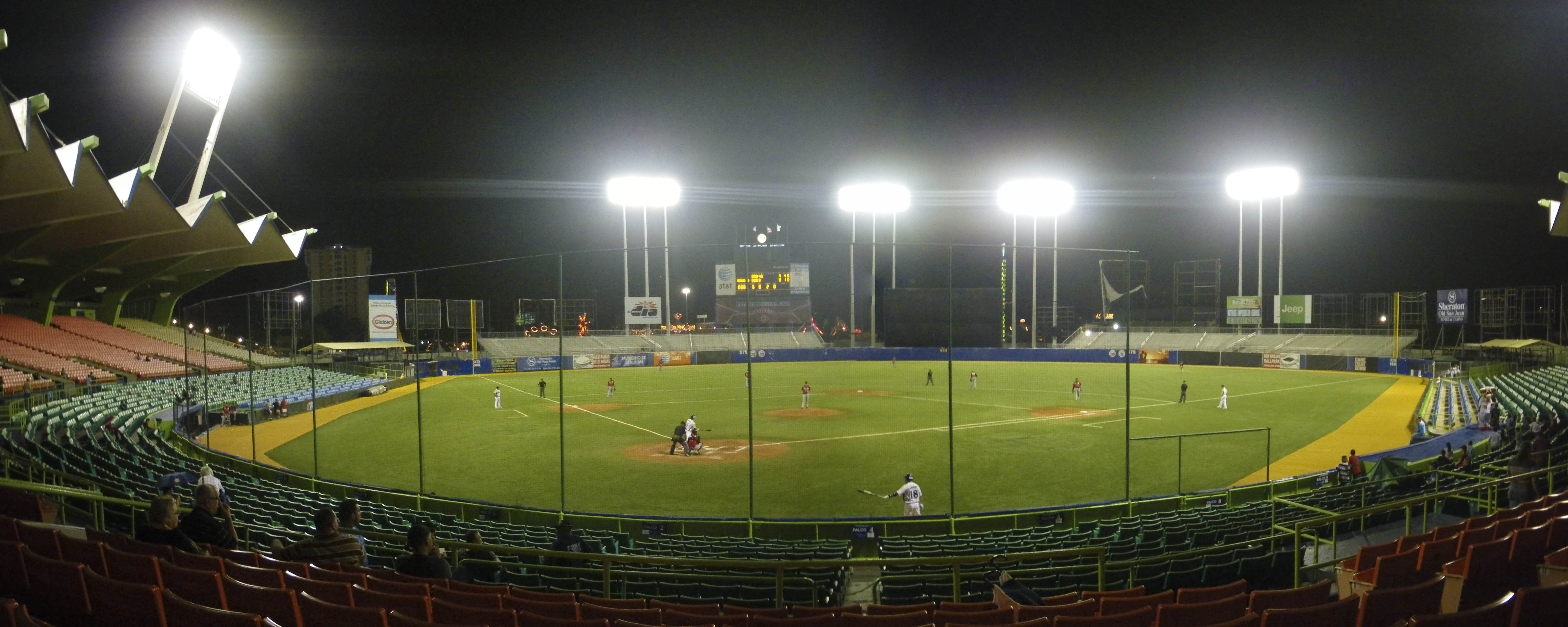
Estádio Hiram Bithorn em San Juan

O beisebol foi um dos primeiros esportes a ganhar popularidade em Porto Rico. A Liga de Beisebol de Porto Rico serve como a única liga profissional ativa, operando como uma liga de inverno. Nenhuma franquia de Liga Principal de Beisebol ou afiliada joga em Porto Rico, no entanto, San Juan sediou as exposições de Montreal para várias séries em 2003 e 2004 antes de se mudarem para Washington, D.C. e se tornarem o Washington Nationals.
O time de beisebol nacional de Porto Rico participou da Copa do Mundo de Beisebol, ganhando um ouro (1951), quatro medalhas de prata e quatro de bronze, a série caribenha (vencendo catorze vezes) e o clássico de beisebol mundial. Em março de 2006, o estádio Hiram Bithorn de San Juan sediou a rodada de abertura, bem como a segunda rodada do recém-formado World Baseball Classic. Os jogadores de beisebol porto-riquenhos incluem os membros do Hall of Fame, Roberto Clemente, Orlando Cepeda e Roberto Alomar, consagrados em 1973, 1999 e 2011, respectivamente.
Boxe, basquete e vôlei também são considerados esportes populares. Wilfredo Gómez e McWilliams Arroyo ganharam suas respectivas divisões no Campeonato Mundial de Boxe Amador. Outros medalhistas incluem José Pedraza, medalha de prata, e três pugilistas que terminaram em terceiro lugar, José Luis Vellón, Nelson Dieppa e McJoe Arroyo. No circuito profissional, Porto Rico tem o terceiro campeão mundial de boxe e é o líder global em campeões per capita. Estes incluem Miguel Cotto, Félix Trinidad, Wilfred Benítez e Gómez entre outros.
A seleção nacional de basquete de Porto Rico aderiu à Federação Internacional de Basquete em 1957. Desde então, já conquistou mais de 30 medalhas em competições internacionais, incluindo o ouro em três campeonatos da FIBA Américas e os Goodwill Games em 8 de agosto de 2004. a equipe quando se tornou o primeiro time a derrotar os Estados Unidos em um torneio olímpico desde a integração dos jogadores da National Basketball Association. Ganhando o jogo inaugural com dezenas de 92–73 como parte dos Jogos Olímpicos de Verão de 2004 organizados em Atenas, Grécia. O Baloncesto Superior Nacional atua como a liga de basquete profissional de nível superior em Porto Rico e tem obtido sucesso desde seu início em 1930.
No futebol, Porto Rico também é membro da FIFA e da CONCACAF. Em 2008, a primeira liga unificada do arquipélago, a Liga de Futebol de Porto Rico, foi estabelecida.
Outros esportes incluem wrestling profissional e corrida na estrada. O World Wrestling Council e a International Wrestling Association são as maiores promoções de wrestling na ilha principal. O Melhor 10K do Mundo, realizado anualmente em San Juan, foi classificado entre as 20 corridas mais competitivas do mundo. A equipe "Puerto Rico All Stars", que ganhou doze campeonatos mundiais de basquete monociclo.
O Streetball organizado reuniu algumas exposições, com equipes como "Puerto Rico Street Ball" competindo contra organizações estabelecidas, incluindo o Capitanes de Arecibo e o Mixtape Tour Team da AND1. Seis anos após a primeira visita, o AND1 retornou como parte de sua renomada Live Tour, perdendo para os Streetballers de Porto Rico. Consequentemente, os praticantes deste estilo ganharam participação em equipes internacionais, incluindo Orlando "El Gato" Meléndez, que se tornou o primeiro atleta nascido em Porto Rico a jogar pelo Harlem Globetrotters. Orlando Antigua, cuja mãe é porto-riquenha, em 1995, tornou-se a primeira hispânica e a primeira não negra em 52 anos a jogar no Harlem Globetrotters.
Porto Rico tem representação em todas as competições internacionais, incluindo as Olimpíadas de Verão e de Inverno, os Jogos Pan-Americanos, o Caribbean World Series e os Jogos da América Central e do Caribe. Porto Rico sediou os Jogos Panamericanos em 1979 (oficialmente em San Juan), e os Jogos da América Central e do Caribe foram realizados em 1993 em Ponce e em 2010 em Mayagüez.
Atletas porto-riquenhos ganharam nove medalhas na competição olímpica (uma de ouro, duas de prata, seis de bronze), a primeira em 1948 pelo pugilista Juan Evangelista Venegas. Monica Puig conquistou a primeira medalha de ouro de Porto Rico nos Jogos Olímpicos ao conquistar o título de mulheres do tênis no Rio 2016.